# Caña de azúcar

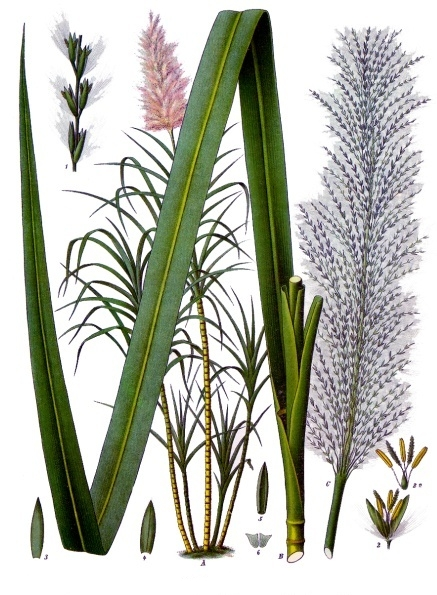
Saccharum officinarum

La caña de azúcar es una especie de hierba perenne alta (a menudo híbrida) (del género Saccharum, tribu Andropogoneae) que se utiliza para la producción de azúcar. Las plantas miden de 2 a 6 m (6 a 20 ft) de altura con tallos robustos, articulados y fibrosos que son ricos en sacarosa, que se acumula en los entrenudos del tallo. La caña de azúcar pertenece a la familia de las gramíneas, Poaceae, una familia de las angiospermas económicamente importante que incluye maíz, trigo, arroz y sorgo, y muchos cultivos forrajeros. Es nativo de las regiones templadas cálidas y tropicales de la India, el sudeste de Asia y Nueva Guinea. Cultivada en regiones tropicales y subtropicales, la caña de azúcar es el cultivo más grande del mundo por cantidad de producción, con un total de 1,9 mil millones de toneladas en 2020 (Brasil produce cerca del 40 % del total mundial). La caña de azúcar representa el 79 % del azúcar producido a nivel mundial (la mayor parte del resto está hecho de remolacha azucarera). Alrededor del 70 % del azúcar producido proviene de la Saccharum officinarum y sus híbridos.
El género Saccharum comprende seis especies de diferente grado de poliploidía, dos de las cuales son silvestres (Saccharum robustum y Saccharum spontaneum) y cuatro son híbridos obtenidos por técnicas de mejoramiento genético (Saccharum sinense, Saccharum barberi, Saccharum edule, Saccharum officinarum). La S. officinarum tiene como ancestros a S. spontaneum, Miscanthus sinensis y Erianthus arundinaceus. Todas las especies de caña de azúcar pueden cruzarse, y los principales cultivos comerciales son híbridos complejos. Este es el caso de S. officinarum y S. spontaneum, por lo que el híbrido formado mantiene el eficiente nivel de productividad de la primera especie y la alta resistencia a enfermedades de la segunda.
El azúcar de mesa se extrae de la caña de azúcar en molinos especializados. Se consume directamente en repostería, se utiliza para endulzar bebidas, como conservante en mermeladas y conservas, como acabado decorativo en tortas y pastelerías, y como materia prima en la industria alimentaria. Se puede fermentar para producir etanol, que se usa para hacer bebidas alcohólicas como falerno, ron y cachaza, pero también para hacer biocombustible. Las cañas de la caña de azúcar se utilizan para fabricar corrales, esteras, pantallas y techos de paja. La cabeza floral joven y sin expandir de Saccharum edule (duruka) se come cruda, al vapor o tostada, y se prepara de diversas maneras en el sudeste asiático, como en ciertas comunidades insulares de Indonesia y en países de Oceanía como Fiyi.
La caña de azúcar era un antiguo cultivo de los pueblos pueblos austronesios y papúes. Fue introducido en la Polinesia, la Melanesia y Madagascar en tiempos prehistóricos por marineros austronesios. También fue introducido en el sur de China e India por comerciantes austronesios alrededor del 1200 al 1000 a. C. Los persas y los griegos encontraron las "cañas que producen miel sin abejas" en la India entre los siglos VI y IV a. C. Adoptaron y luego difundieron la agricultura de caña de azúcar. Los comerciantes comenzaron a comerciar con azúcar, que se consideraba una especia costosa y lujosa, de la India. En el siglo XVIII, comenzaron las plantaciones de caña de azúcar en las naciones insulares del Caribe, América del Sur, el Océano Índico y el Pacífico. La necesidad de trabajadores para la zafra (cosecha de la caña de azúcar) se convirtió en un importante impulsor de grandes migraciones, algunas personas aceptaron voluntariamente la servidumbre por contrato y otras fueron importadas a la fuerza como esclavos.

## Etimología
El término "caña de azúcar" combina la palabra sánscrita, शर्करा (śárkarā, más tarde سُكَّر sukkar del árabe, y sucre del francés medio y el inglés medio) con "caña", un cultivo cultivado en plantaciones en el Caribe – gana, hindi para bastón. Este término fue utilizado por primera vez por los colonos españoles en las Indias Occidentales a principios del siglo XVI.

## Descripción

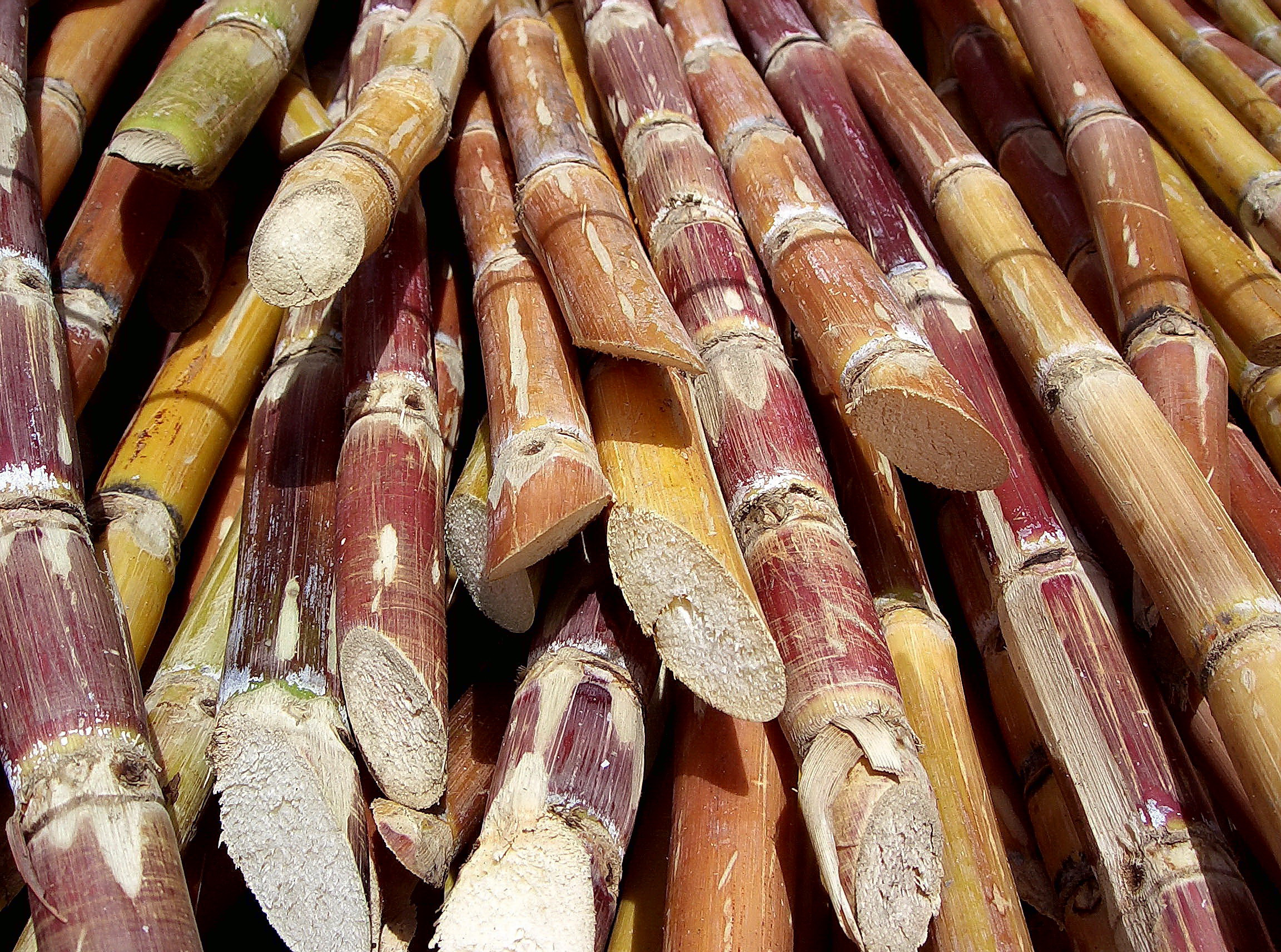
Caña de azúcar cortada

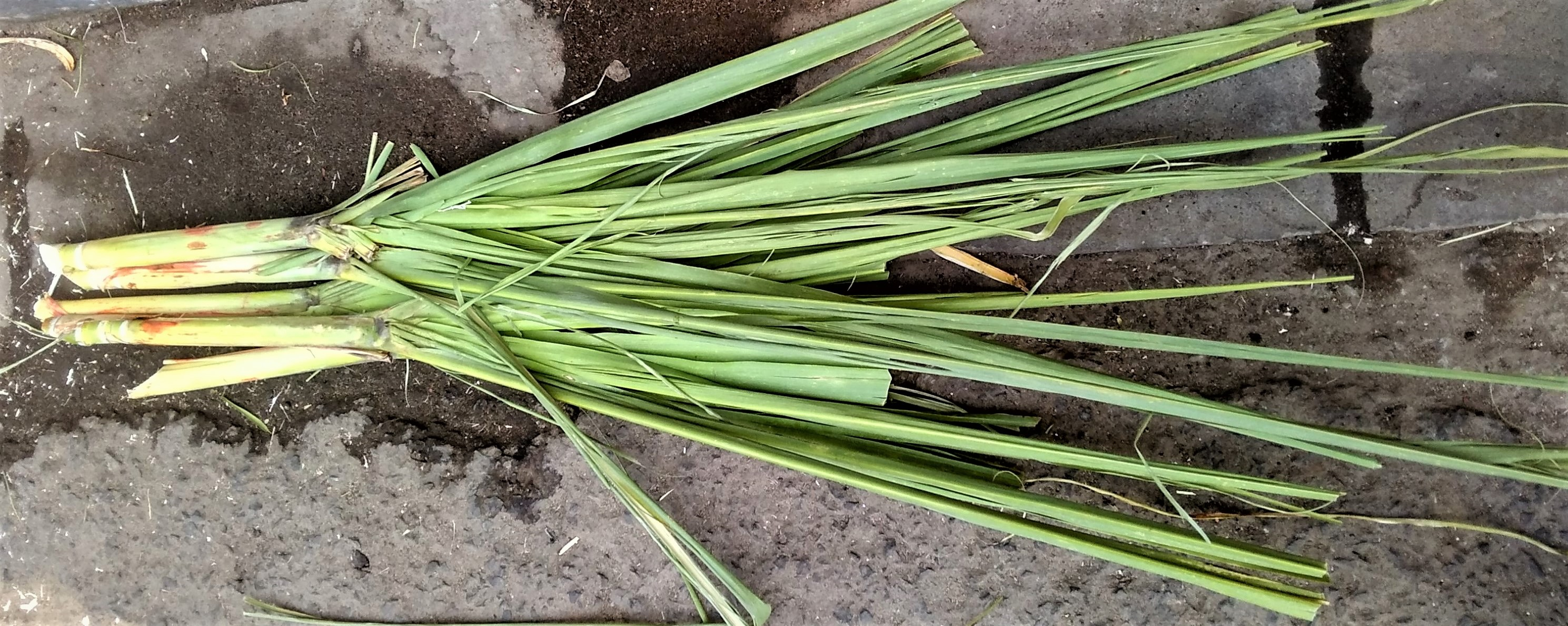
Dosel de caña de azúcar

La caña de azúcar es una hierba perenne tropical que forma brotes laterales en la base para producir múltiples tallos, generalmente 3 a 4 m (10 a 13 pies) de alto y alrededor de 5 cm (2 plg) de diámetro. Los tallos se convierten en tallos de caña, que cuando maduran constituyen alrededor del 75 % de toda la planta. Un tallo maduro se compone típicamente de 11 a 16 % de fibra, 12 a 16 % de azúcares solubles, 2 a 3 % de carbohidratos sin azúcar y 63 a 73 % de agua. Un cultivo de caña de azúcar es sensible al clima, el tipo de suelo, el riego, los fertilizantes, los insectos, el control de enfermedades, las variedades y el período de cosecha. El rendimiento promedio de tallo de caña es 60-70 toneladas/hectárea por año, pudiendo variar entre 30 y 180 toneladas por hectárea, dependiendo del manejo del cultivo. La caña cosechada tiene aproximadamente 40 kg/t de melaza y se pueden obtener unos 150kg/t de bagazo. Hay otros aprovechamientos de menor importancia como son la elaboración de compost agrícola, vinaza, ceras, fibra absorbente, etc. La caña de azúcar es un cultivo comercial, pero también se utiliza como forraje para el ganado.
El genoma de la caña de azúcar es uno de los más complejos conocidos, principalmente debido a la hibridación y poliploidización interespecíficas. El mejoramiento genético a través de métodos tradicionales es muy difícil debido a su alta complejidad del genoma. Sin embargo, el fitomejoramiento tradicional normalmente ha resuelto problemas patógenos y productivos. Se necesitan de 12 a 14 años para producir unos pocos clones nuevos a partir de 100 000 plántulas o más. Como los primeros híbridos nobilizados se derivaron de un número muy pequeño de clones progenitores, el mejoramiento de la caña de azúcar sufre de diversidad limitada de germoplasma y alta erosión genética. Debido a que la caña de azúcar ya tiene una eficiencia de producción promedio relativamente alta, existe un potencial limitado para aumentar aún más el rendimiento en respuesta a mayores insumos agronómicos como el riego, la fertilización y el control de plagas.
| Tallo:          | Es macizo y cilíndrico de 5-6 cm de diámetro, con alturas que oscilan entre los 2 y 5m, y sin ramificaciones. |
| Raíz:           | Lo compone un rizoma subterráneo. |
| Hojas:          | Son largas, delgadas y planas, se encuentran recubiertas por pequeñas vellosidades con numerosas aperturas estomáticas. La hoja está formada por una lámina foliar y por una vaina, su unión se llama lígula y en cada extremo de ésta, existe una aurícula con pubescencia. |
| Inflorescencia: | La floración depende de la edad, fertilización, fotoperíodo, temperatura y humedad. En estas circunstancias, se pasará de un crecimiento vegetativo a uno reproductivo. Los entrenudos seguirán alargándose y finalmente aparecerá la hoja bandera. La inflorescencia es una panícula que en sus ejes secundarios presentan pares de espiguillas unidas mediante un pedicelo y con una sola flor. |

## Historia
Los dos centros de domesticación de la caña de azúcar son uno para Saccharum officinarum por los papúes en Nueva Guinea y otro para Saccharum sinense por los austronesios en Taiwán y el sur de China. Los papúes y los austronesios originalmente usaban caña de azúcar principalmente como alimento para cerdos domesticados. La propagación tanto de S. officinarum como de S. sinense está estrechamente relacionada con las migraciones de los pueblos austronesios. Saccharum sinense solo se cultivó en India después de la introducción de S. officinarum.

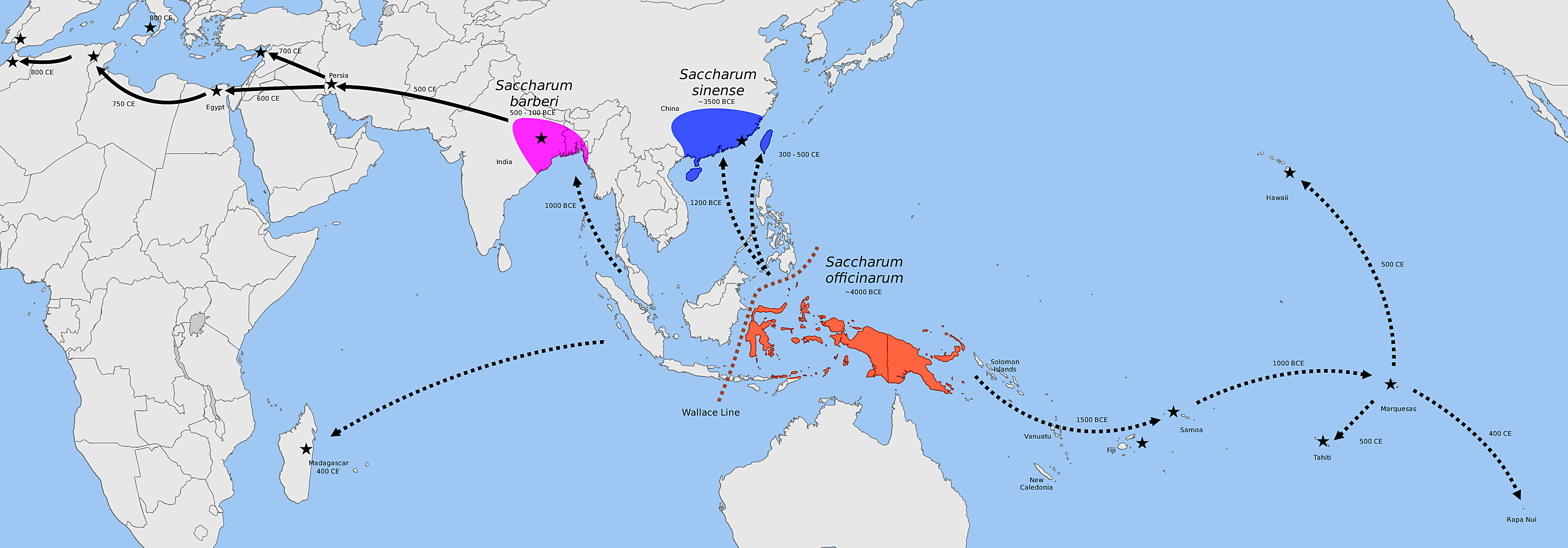
Mapa que muestra los centros de origen de Saccharum officinarum en Nueva Guinea, Saccharum sinense en el sur de China y Taiwán y S. barberi en India; las flechas punteadas representan introducciones austronesias

La S. officinarum fue domesticada por primera vez en Nueva Guinea y las islas al este de la Línea Wallace por los papúes, donde es el centro moderno de diversidad. Comenzando alrededor de 6000 a. C., varias cepas fueron criadas selectivamente a partir del Saccharum robustum nativo. Desde Nueva Guinea, se extendió hacia el oeste hasta el sudeste asiático marítimo después del contacto con los austronesios, donde se hibridó con Saccharum spontaneum.
El segundo centro de domesticación es el sur de China continental y Taiwán, donde S. sinense era un culto principal de los pueblos austronesios. Las palabras para caña de azúcar se reconstruyen como *təbuS o *CebuS en idioma protoaustronesio, que se convirtió en *tebuh en proto-malayo-polinesio. Fue uno de los principales cultivos originales de los pueblos austronesios desde al menos 5500 años antes de Cristo. La introducción del S. officinarum más dulce puede haberlo reemplazado gradualmente en toda su área de cultivo en el sudeste asiático marítimo.
Desde la isla del sudeste asiático, los viajeros austronesios extendieron S. officinarum hacia el este hacia Polinesia y Micronesia como una planta de canoa alrededor de 3500 a. C. También se extendió hacia el oeste y el norte alrededor de 3000 a. C. a China e India por los comerciantes austronesios, donde se hibridó aún más con S. sinense y S. barberi. A partir de ahí, se extendió más hacia el oeste de Eurasia y el Mediterráneo.
La primera producción conocida de azúcar cristalino comenzó en el norte de la India. La evidencia más temprana de la producción de azúcar proviene de textos antiguos en sánscrito y pali. Alrededor del siglo VIII, los comerciantes musulmanes y árabes introdujeron el azúcar de la India medieval a las otras partes del califato abasí en el Mediterráneo, Mesopotamia, Egipto, el norte de África y Andalucía. En el siglo X, las fuentes afirman que todos los pueblos de Mesopotamia cultivaban caña de azúcar. Fue uno de los primeros cultivos traídos a las Américas por los españoles, principalmente andaluces, de sus campos en las Islas Canarias, y los portugueses de sus campos en las Islas Madeira. En el Libro sobre agricultura del siglo XII de Ibn al-Awwam se incluye un artículo sobre el cultivo de la caña de azúcar en España.

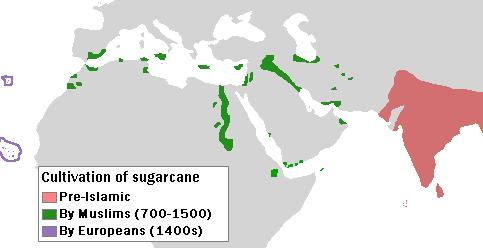
La difusión hacia el oeste de la caña de azúcar en la época preislámica (en rojo), en el mundo musulmán medieval (en verde) y en el siglo XV por los portugueses en el archipiélago de Madeira y por los españoles en el archipiélago de las Islas Canarias (islas al oeste de África, rodeada por líneas violetas)

Durante miles de años, la caña fue un cultivo pesado y difícil de manejar que tenía que cortarse a mano e inmediatamente molerse para liberar el jugó en el interior, para que no se echara a perder en uno o dos días. Incluso antes de la época de la cosecha, había que cavar hileras, plantar tallos y cortar abundante madera como combustible para hervir el líquido y reducirlo a cristales y melaza. Desde los primeros rastros de la domesticación de la caña en la isla del Pacífico de Nueva Guinea hace 10 000 años hasta su avance de isla en isla hasta la antigua India en el 350 a. C., el azúcar se consumía localmente y requería mucha mano de obra. Seguía siendo poco más que una especia exótica, un glaseado medicinal o un edulcorante para los paladares de élite.

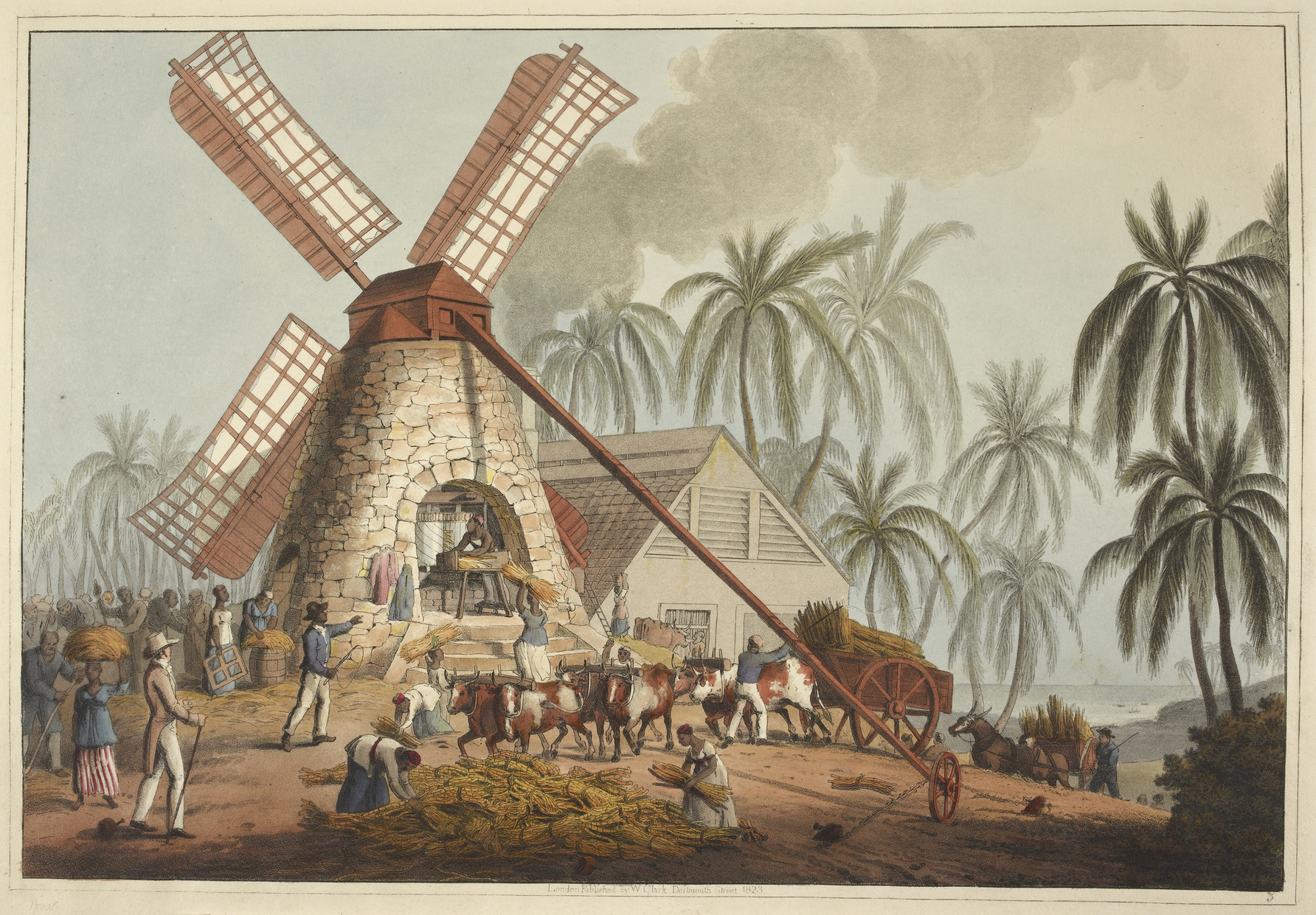
Litografía de una plantación de azúcar en la colonia británica de Antigua, 1823

En la época colonial, el azúcar formaba un lado del comercio triangular de materias primas del Nuevo Mundo, junto con los productos manufacturados europeos y los esclavos africanos. Cristóbal Colón trajo caña de azúcar por primera vez al Caribe (y al Nuevo Mundo) durante su segundo viaje a las Américas, inicialmente a la isla La Española (hoy en día Haití y la República Dominicana). La primera zafra azucarera ocurrió en Hispaniola en 1501; muchos ingenios azucareros se construyeron en Cuba y Jamaica en la década de 1520. Los portugueses llevaron azúcar a Brasil. Para 1540, había 800 ingenios de caña de azúcar en la Isla Santa Catarina y había otros 2000 en la costa norte de Brasil, Demerara y Surinam.
El azúcar, a menudo en forma de melaza, se enviaba desde el Caribe a Europa o Nueva Inglaterra, donde se usaba para hacer ron. Luego, las ganancias de la venta de azúcar se utilizaban para comprar productos manufacturados, que luego se enviaban al África occidental, donde se intercambiaron por esclavos. Luego, los esclavos eran llevados de regreso al Caribe para ser vendidos a los plantadores de azúcar. Las ganancias de la venta de los esclavos se usaban luego para comprar más azúcar, reiniciando el ciclo. El trabajo duro en las plantaciones de azúcar se convirtió en la base principal de una vasta red de movimientos forzados de población, proporcionando gente para trabajar bajo una coerción brutal.
Francia encontró sus islas de caña de azúcar tan valiosas que intercambió su parte de Canadá, famosamente descartada por Voltaire como "unos pocos acres de nieve", a Gran Bretaña por su devolución de Guadalupe, Martinica y Santa Lucía al final de la Guerra de los Siete Años. Los holandeses mantuvieron de manera similar Surinam, una colonia azucarera en América del Sur, en lugar de buscar el regreso de los Nuevos Países Bajos (Nueva York).

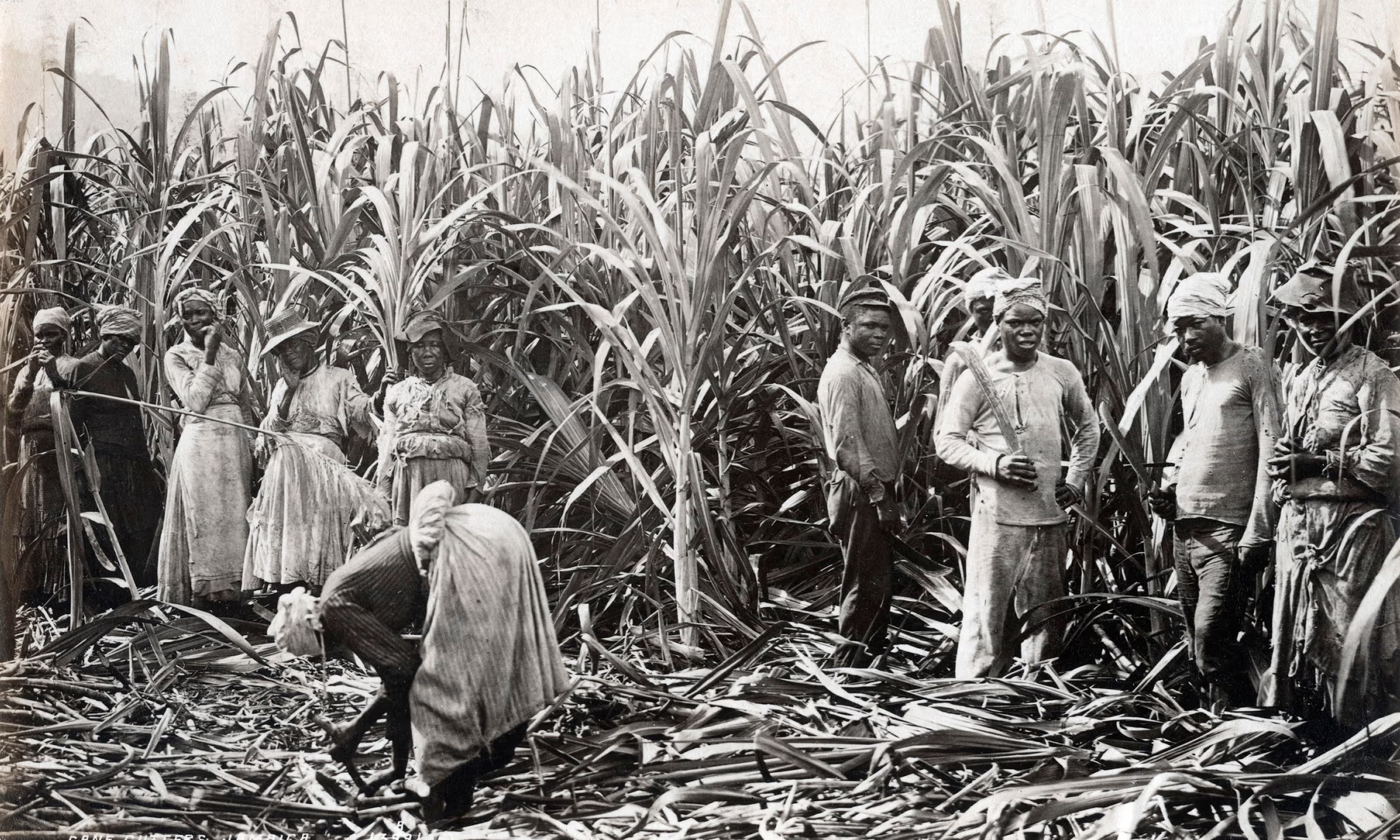
Una plantación de azúcar en la isla de Jamaica a finales del siglo XIX.

Los hornos de cocción de los siglos XVII al XIX convertían el jugo de caña de azúcar en azúcar sin refinar. Estas casas estaban unidas a plantaciones de azúcar en las colonias occidentales. Los esclavos a menudo ejecutaban el proceso de ebullición en muy malas condiciones. Cajas rectangulares de ladrillo o piedra servían como hornos, con una abertura en el fondo para avivar el fuego y retirar las cenizas. En la parte superior de cada horno había hasta siete marmitas o calderos de cobre, cada uno más pequeño y más caliente que el anterior. El jugo de caña empezaba en el caldero más grande. Luego, el jugo se calentó y se agregó cal para eliminar las impurezas. El jugo se desnataba y luego se canalizaba a marmitas cada vez más pequeñas. El último caldero, el "teache", era donde el jugo de caña se convertía en almíbar. El siguiente paso fue un canal de enfriamiento, donde los cristales de azúcar se endurecieron alrededor de un núcleo pegajoso de melaza. Luego, este azúcar sin refinar se extraía del canal de enfriamiento a toneles (barriles de madera), y de allí a la sala de curado.

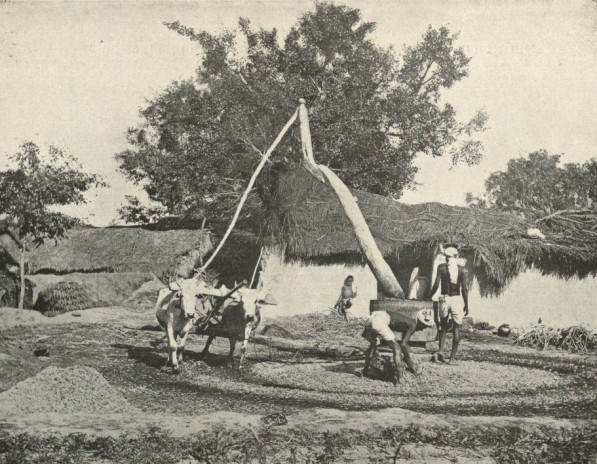
Prensa de caña de azúcar india antigua, alrededor de 1905

La aprobación de la Slavery Abolition Act 1833 condujo a la abolición de la esclavitud en la mayor parte del Imperio británico, y muchos de los esclavos emancipados ya no trabajaban en las plantaciones de caña de azúcar cuando tenían la opción. Los plantadores de las Indias Occidentales, por lo tanto, necesitaban nuevos trabajadores y encontraron mano de obra barata en China e India. Las personas estaban sujetas a contrato, una forma de contrato establecida desde hace mucho tiempo, que los obligaba a trabajar sin libertad durante un período fijo. Las condiciones en las que trabajaban los sirvientes contratados eran con frecuencia pésimas, debido a la falta de cuidado entre los plantadores. Los primeros barcos que transportaban trabajadores contratados de la India partieron en 1836. Las migraciones para atender las plantaciones de caña de azúcar llevaron a que un número significativo de personas de etnia india, del sudeste asiático y china se establecieran en varias partes del mundo. En algunas islas y países, los inmigrantes del sur de Asia ahora constituyen entre el 10 y el 50 % de la población. Las plantaciones de caña de azúcar y los grupos étnicos asiáticos siguen prosperando en países como Fiyi, Sudáfrica, Myanmar, Sri Lanka, Malasia, Indonesia, Filipinas, Guyana, Jamaica, Isla Trinidad, Martinica, Guayana Francesa, Guadalupe, Granada, Santa Lucía, Isla de San Vicente, St. Kitts, St. Croix, Surinam, Isla Nieves y Mauricio.

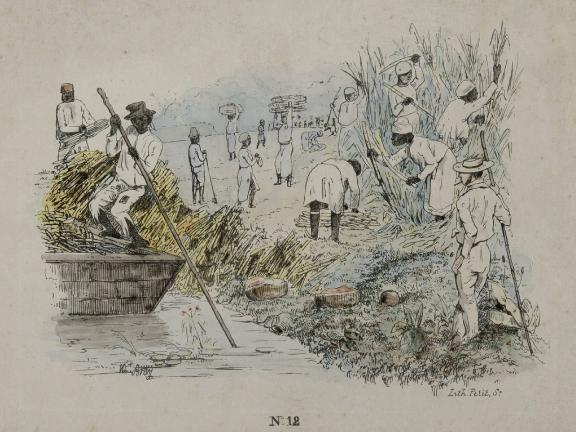
Una litografía del siglo XIX de Theodore Bray que muestra una plantación de caña de azúcar: a la derecha está el "oficial blanco", el supervisor europeo. Los trabajadores esclavos trabajan duro durante la cosecha. A la izquierda hay una embarcación de fondo plano para el transporte de caña.

Entre 1863 y 1900, comerciantes y dueños de plantaciones en la Colonia de Queensland y Colonia de Nueva Gales del Sur (ahora parte de la Mancomunidad de Australia) trajeron entre 55 000 y 62 500 personas de las Islas del Pacífico Sur para trabajar en las plantaciones de caña de azúcar. Se estima que un tercio de estos trabajadores fueron obligados o secuestrados a la esclavitud (conocido como blackbirding). A muchos otros se les pagaban salarios muy bajos. Entre 1904 y 1908, la mayoría de los 10 000 trabajadores restantes fueron deportados en un esfuerzo por mantener la homogeneidad racial en Australia y proteger a los trabajadores blancos de la mano de obra extranjera barata.
El azúcar cubano derivado de la caña de azúcar se exportaba a la Unión Soviética, donde recibía apoyos en los precios y se le aseguraba un mercado garantizado. La disolución de la Unión Soviética obligó al cierre de la mayor parte de la industria azucarera de Cuba. La caña de azúcar sigue siendo una parte importante de la economía de Cuba, Guyana, Belice, Barbados y Haití, junto con la República Dominicana, Guadalupe, Jamaica y otras islas.
Alrededor del 70 % del azúcar que se produce a nivel mundial proviene de la S. officinarum e híbridos que utilizan esta especie.

## Cultivo

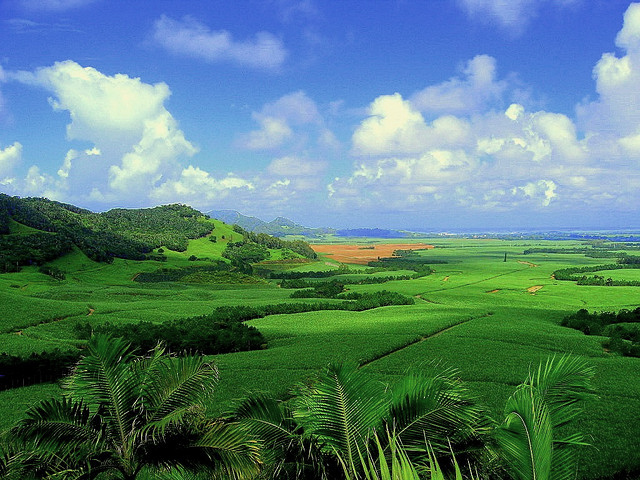
Plantación de caña de azúcar, Mauricio

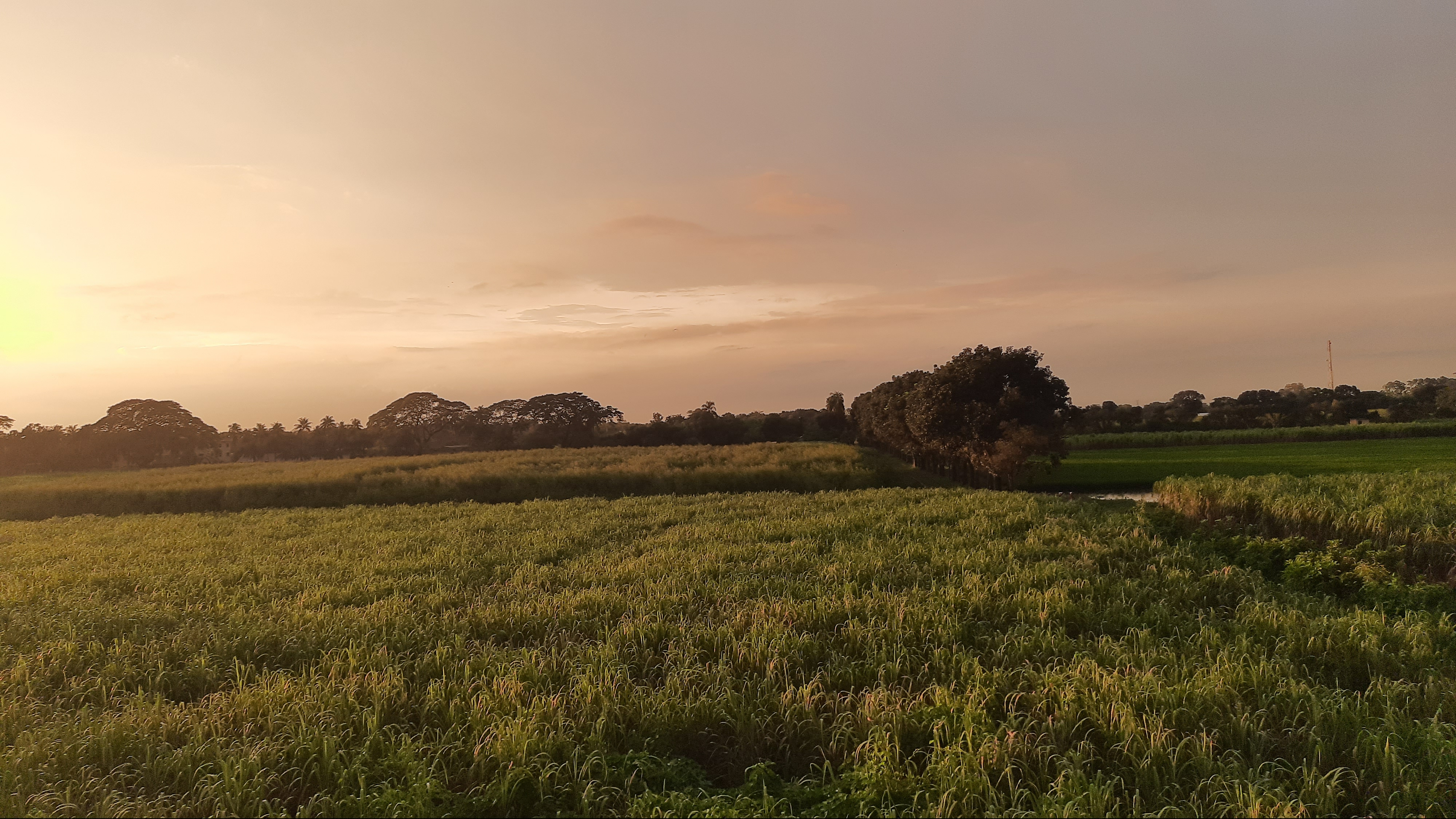
Plantación de caña de azúcar en Bangladés

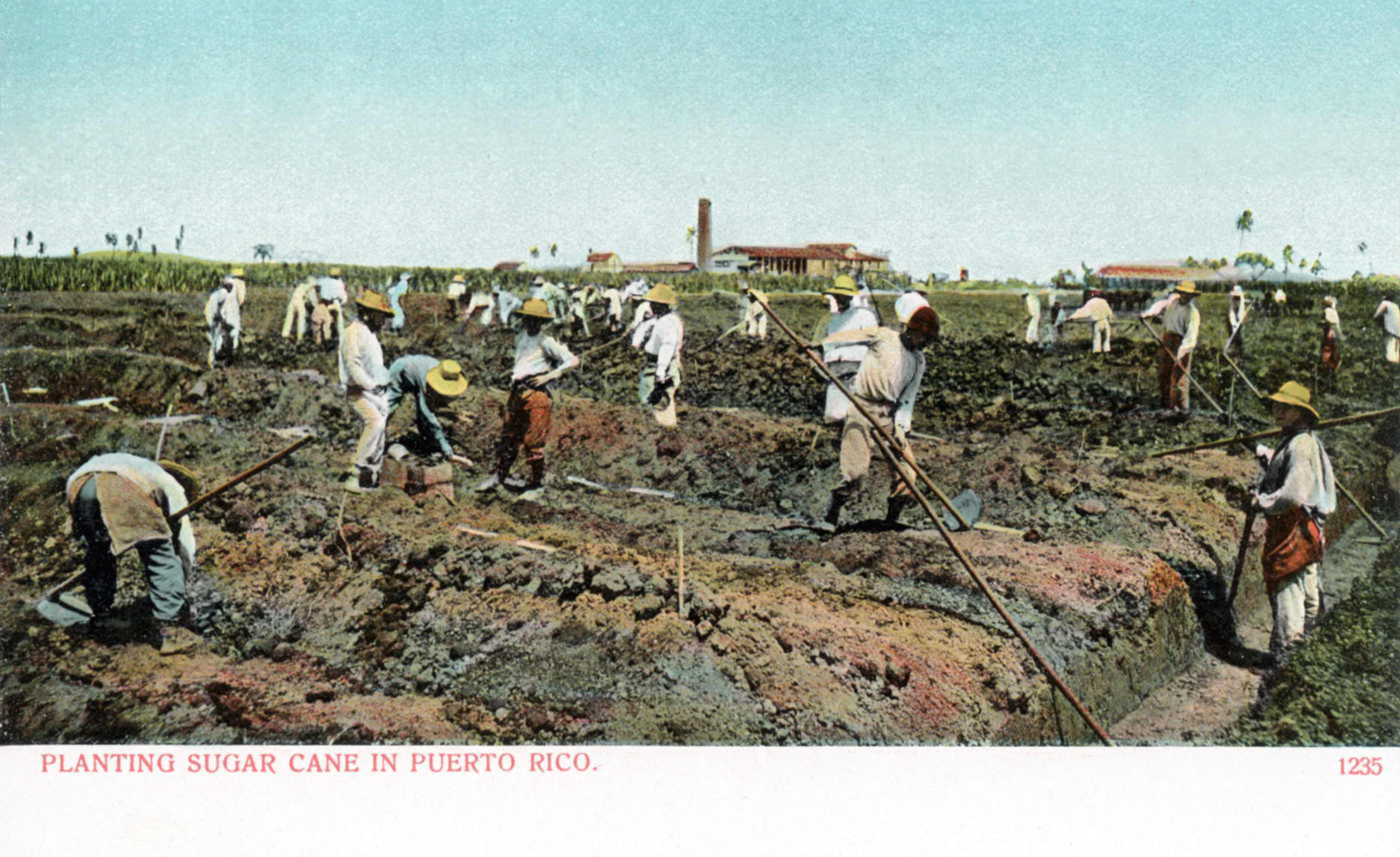
Sembrando Caña de Azúcar en Puerto Rico

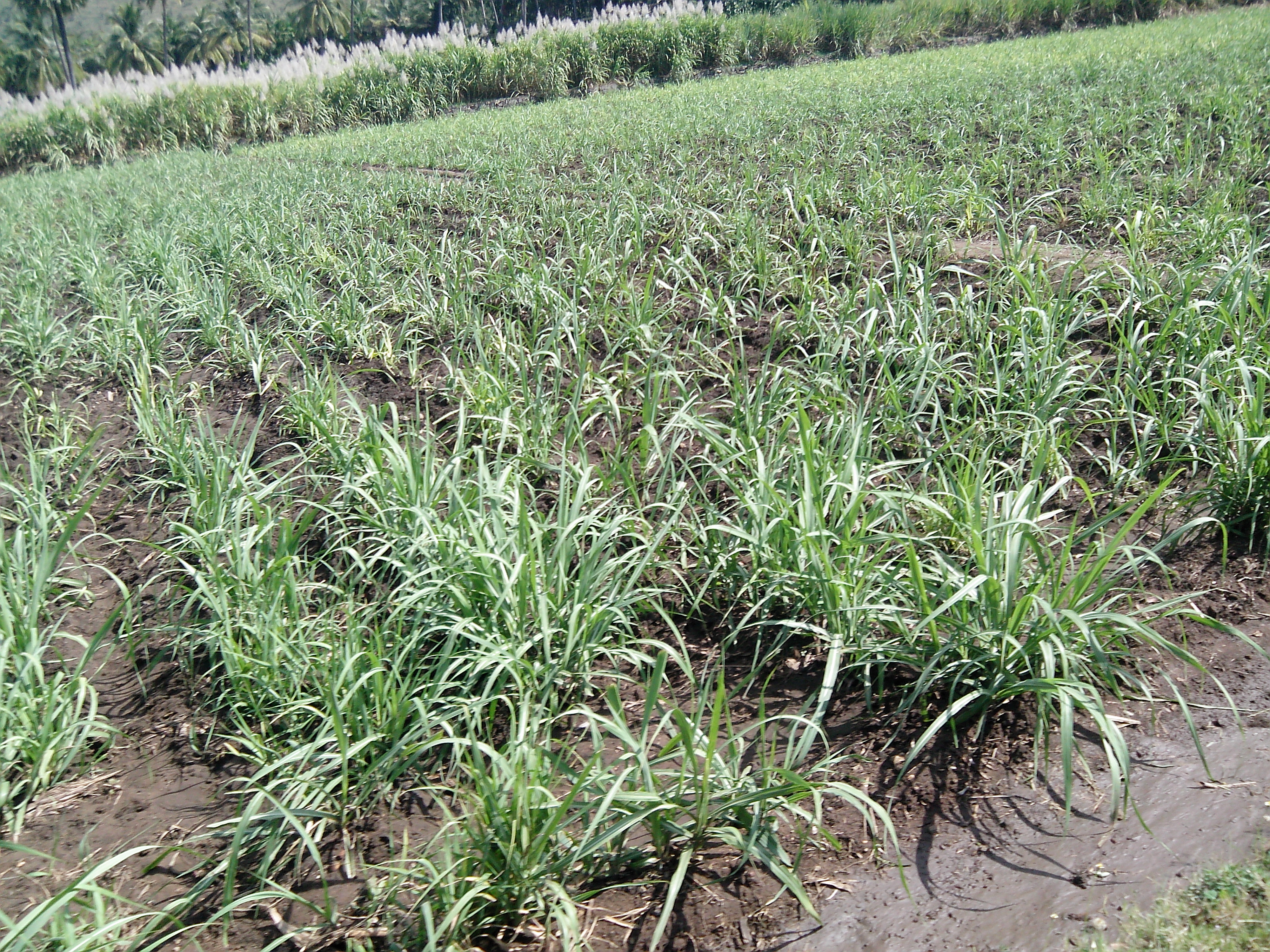
Campos de caña de azúcar

El cultivo de la caña de azúcar requiere un clima tropical o subtropical, con un mínimo de 60 cm (23,6 plg) de humedad anual. Es uno de los fotosintetizadores más eficientes del reino vegetal. Se trata de una planta de C4, capaz de convertir hasta un 1 % de la energía solar incidente en biomasa. En las regiones de cultivo primario de los trópicos y subtrópicos, los cultivos de caña de azúcar pueden producir más de 15 kg/m2 de caña. 
Aunque algunas cañas de azúcar producen semillas, el corte del tallo moderno se ha convertido en el método de reproducción más común. Cada esqueje debe contener al menos una yema, y los esquejes a veces se plantan a mano. En países tecnológicamente más avanzados, como Estados Unidos y Australia, la plantación de palanquilla es común. Los tochos (tallos o secciones de tallos) cosechados por una cosechadora mecánica son plantados por una máquina que abre y vuelve a cerrar el suelo. Una vez plantado, un rodal se puede cosechar varias veces; después de cada cosecha, la caña produce nuevos tallos, llamados retoños.
Las cosechas sucesivas dan rendimientos decrecientes, lo que eventualmente justifica la replantación. Se suelen hacer de dos a 10 cosechas dependiendo del tipo de cultivo. En un país con una agricultura mecánica que busca una alta producción de grandes campos, como en América del Norte, la caña de azúcar se vuelve a sembrar después de dos o tres cosechas para evitar una disminución de los rendimientos. En países con un tipo de agricultura más tradicional con campos más pequeños y cosecha manual, como en la isla francesa de Reunión, la caña de azúcar a menudo se cosecha hasta 10 años antes de volver a plantar.
La caña de azúcar se cosecha a mano y mecánicamente. La recolección manual representa más de la mitad de la producción y es dominante en el mundo en desarrollo. En la cosecha manual, primero se prende fuego al campo. El fuego quema las hojas secas y ahuyenta o mata las serpientes venenosas, sin dañar los tallos ni las raíces. Luego, los cosechadores cortan la caña justo por encima del nivel del suelo usando cuchillos para caña o machetes.

La cosecha mecánica utiliza una cosechadora o cosechadora de caña de azúcar. La máquina corta la caña en la base del tallo, pela las hojas, corta la caña en trozos consistentes y la deposita en un transportador que la sigue al costado. La cosechadora luego sopla la basura de regreso al campo. Tales máquinas pueden cosechar 100 toneladas/hora, pero la caña cosechada debe ser procesada rápidamente. Una vez cortada, la caña de azúcar comienza a perder su contenido de azúcar y el daño a la caña durante la cosecha mecánica acelera esta disminución. Esta disminución se compensa porque una cosechadora picadora moderna puede completar la cosecha de manera más rápida y eficiente que el corte y la carga manuales. Austoft también desarrolló una serie de transportadores hidráulicos de alta elevación en el campo para trabajar junto con sus cosechadoras para permitir una transferencia de caña aún más rápida, por ejemplo, al apartadero ferroviario más cercano. Esta cosecha mecánica no requiere prender fuego al campo; el residuo que deja en el campo la máquina consiste en puntas de caña y hojas muertas, que sirven como mantillo para la siguiente siembra.

### Germinación
Depende del ambiente en que se coloca la “semilla” vegetativa, es decir, la temperatura, la humedad y las características del suelo. El proceso de germinación depende de la temperatura y la variedad, siendo lenta cuando la temperatura del suelo baja a los 17-18 °C y rápida cerca a los 35 °C. La germinación raramente ocurre con temperaturas inferiores a 11 °C. La humedad promueve que el brote de la yema pase se active, por lo que el primer riego debe aplicarse dentro de las 24 horas después de la siembra. Los trozos de caña deben ser de dos o tres yemas, ya que los entrenudos y nudos son una barrera contra enfermedades. No se debe sembrar tallos completos porque la germinación debido a la dominancia apical (acción de las auxinas, que inducen la germinación de las yemas apicales, retardando el desarrollo de las yemas de la base).
Durante los estados iniciales, los primordios radiculares alrededor del nudo, producen abundantes raíces no conectadas con el brote principal. Cada brote produce su propio sistema radicular formado por dos tipos de raíces, las de la estaca original o primordial y las raíces permanentes que brotan de los anillos de los nuevos brotes. Las raíces primordiales son delgadas, muy ramificadas con un periodo de vida de 2 a 3 meses. Las raíces permanentes que provienen de los nuevos brotes son numerosas, gruesas, de rápido crecimiento. Estas se clasifican en:
- Absorbentes o superficiales, predominan en los primeros 60 cm de profundidad y distribución horizontal pudiendo alcanzar 2 m de largo. Es difícil distinguir entre éstas raíces y las de sostén.
- De anclaje o sostén.
- Profundas, son escasas, entre el 80 a 90 % de las raíces se desarrollan en los primeros 40 a 60 cm de profundidad.

### Desarrollo
Durante esta fase, se generan nuevos brotes y la cobertura foliar se expande. El crecimiento es lento hasta que los nuevos brotes produzcan hojas, luego depende de la temperatura y humedad del suelo. Si se proporciona demasiada agua, puede reducir la tasa de crecimiento o detenerlo, hasta el drenaje. Si la temperatura promedio baja, el crecimiento de los tallos también se reduce. Existen variedades cuyo desarrollo vegetativo no es uniforme con tallos que no tienen valor para la molienda (“chupones”). También hay otros tallos con brotes laterales (“lalas”) que aparecen cuando se afecta la dominancia apical del punto de crecimiento, ya sea por la floración, daños por insectos o maduración.
Durante los tres primeros meses, el macollamiento es rápido alcanzando la máxima población al cuarto o quinto mes, inicialmente se producen de 20 a 30 tallos/m2; con un mínimo de alargamiento. La competencia por luz y nutrientes hace que el macollamiento disminuya, hasta el sexto a séptimo mes cuando se estabiliza la población. El crecimiento de los tallos, entre el cuarto y séptimo mes es rápido (1-3 cm/día), disminuyendo al acercarse la cosecha o al presentarse déficit de agua.

#### Requerimiento edafoclimáticos
La caña de azúcar se cultiva en los trópicos y subtrópicos en áreas con abundante suministro de agua durante un período continuo de más de 6 a 7 meses cada año, ya sea de lluvia natural o mediante riego. El cultivo no tolera heladas severas. Por lo tanto, la mayor parte de la caña de azúcar del mundo se cultiva entre 22°N y 22°S, y algo hasta 33°N y 33°S. Cuando los cultivos de caña de azúcar se encuentran fuera de este rango, como la región de Natal en Sudáfrica, normalmente se debe a condiciones climáticas anómalas en la región, como las corrientes oceánicas cálidas que barren la costa. En cuanto a la altitud, los cultivos de caña de azúcar se encuentran hasta los 1600 m cerca del ecuador en países como Colombia, Ecuador y Perú.
- Temperatura: No soporta temperaturas inferiores a 0 °C. Exige un mínimo de 14 a 16 °C y la temperatura óptima de germinación oscila entre 32-38 °C.
- Humedad relativa: Para que el crecimiento vegetativo sea más rápido requiere una humedad relativa alta. En caso contrario la planta tenderá a madurar.
- Radiación solar: Necesita y asimila abundante radiación solar logrando una transformación de hasta el 2 % de la energía incidente en biomasa.
- Riegos: Los requerimientos hídricos son de 1200-1500mm anuales prefiriéndose un reparto a lo largo de todo el período vegetativo. Para estimular la producción y acumulación de azúcar, se recomienda disminuir el aporte hídrico un mes antes de la cosecha. Se debe evitar cualquier tipo de encharcamiento.[14]
- Suelo: Prefiere los suelos ligeros para alcanzar sus mejores rendimientos, pero sí es cierto que no es un cultivo muy exigente en cuanto a suelo. Únicamente presenta problemas en suelos ácidos y en calizos puede aparecer clorosis. Se puede cultivar en muchos suelos que van desde molisoles altamente fértiles y bien drenados, pasando por vertisoles de gran agrietamiento, oxisoles y ultisoles ácidos infértiles, histosoles turbosos, hasta andisoles rocosos. La caña de azúcar consume el 9 % de la producción mundial de fertilizantes potásicos.[44]

### Propagación
El material vegetal utilizado son los esquejes de los tallos, llamados "semilla". Consistiendo en repartir los diferentes esquejes traslapándolos en el surco para posteriormente hacer los cortes necesarios con el objetivo de obtener un material de 50cm de longitud y con 3 o 4 yemas. Las principales variedades utilizadas actualmente destacan: POJ28-78, POJ27-14, CP57-603, PR61-632, V71-51, CC84-75, CC86-45, CC85-47, CC85-92, CC85-23 y CC85-57.
Es exigente de nutrientes, por lo que requiere un programa de abonado específico. Por lo general se necesitan:
- En fondo: 100 kg P2O5/ha, 250 kg K2O/ha y 100 kg N/ha
- En cobertera: 200-300 kg N/ha en dos o tres aplicaciones durante el verano y el otoño.
- Otros: 47 kg Ca/ha, 47 kg Mg/ha y 60 kg S/ha.

### Plagas
El escarabajo de la caña (también conocido como gusano de la caña) puede reducir sustancialmente el rendimiento de los cultivos al comer raíces; se puede controlar con imidacloprid (Confidor) o clorpirifós (Lorsban). Otras plagas importantes son las larvas de algunas especies de mariposas/polillas, incluida la polilla del nabo, el barrenador de la caña de azúcar (Diatrea saccharalis), el barrenador africano de la caña de azúcar (Eldana saccharina), el barrenador mexicano del arroz (Eoreuma loftini), el gusano soldado africano (Spodoptera exeta), hormigas cortadoras de hojas, termitas, salivazos (especialmente Mahanarva fimbriolata y Deois flavopicta) y Migdolus fryanus (un escarabajo). El insecto saltamontes Eumetopina flavipes actúa como vector del virus, lo que provoca la enfermedad de la caña de azúcar ramu stunt. Sesamia grisescens es una plaga importante en Papúa Nueva Guinea y, por lo tanto, es una preocupación seria para la industria australiana si llegara a cruzar. Para evitar tal problema, el Gobierno Federal ha anunciado previamente que cubriría el 80 % de los costos de respuesta si fuera necesario.

### Patógenos
Numerosos patógenos infectan la caña de azúcar, como la enfermedad de los brotes herbáceos de la caña de azúcar causada por Candidatus Phytoplasma sacchari, la enfermedad de la cola de látigo o el carbón de la caña de azúcar, el pokkah boeng causado por Fusarium moniliforme, la bacteria Xanthomonas axonopodis causa la enfermedad de las encías y la enfermedad de la podredumbre roja causada por Colletotrichum falcatum. Las enfermedades virales que afectan a la caña de azúcar incluyen el virus del mosaico de la caña de azúcar, el virus del rayado del maíz y el virus de la hoja amarilla de la caña de azúcar.

### Fijación de nitrógeno
Algunas variedades de caña de azúcar son capaces de fijar nitrógeno atmosférico en asociación con la bacteria Gluconacetobacter diazotrophicus. A diferencia de las leguminosas y otras plantas fijadoras de nitrógeno que forman nódulos de raíces en el suelo en asociación con bacterias, G. diazotrophicus vive dentro de los espacios intercelulares del tallo de la caña de azúcar. Recubrir las semillas con la bacteria es una tecnología recientemente desarrollada que puede permitir que cada especie de cultivo fije nitrógeno para su propio uso.

### Condiciones de los trabajadores de la caña de azúcar
Se ha asociado a la enfermedad renal crónica con el trabajo en la caña de azúcar, esto puede deberse a trabajar largas horas en el calor sin una ingesta adecuada de líquidos. Esto junto a la exposición a pesticidas y animales venenosos, durante el proceso de corte manual de la caña (zafra), provocando además dolencias físicas al realizar los mismos movimientos durante horas todos los días de trabajo.

## Procesado
Tradicionalmente, el procesamiento de la caña de azúcar requiere dos etapas: la molienda y la refinación. Los ingenios extraen azúcar en bruto de la caña recién cosechada y, a veces, el azúcar "blanco de ingenio" se produce inmediatamente después de la primera etapa en los ingenios de extracción de azúcar, destinados al consumo local. Los cristales de azúcar aparecen naturalmente de color blanco durante el proceso de cristalización. Se agrega dióxido de azufre para inhibir la formación de moléculas inductoras de color y para estabilizar los jugos de azúcar durante la evaporación. Las refinerías, a menudo ubicadas más cerca de los consumidores en América del Norte, Europa y Japón, producen azúcar blanca refinada, cuyo 99 % es sacarosa. El aumento de la demanda de productos de azúcar refinado en los países productores, impulsa una tendencia hacia la molienda y el refinado combinados.

### Molienda

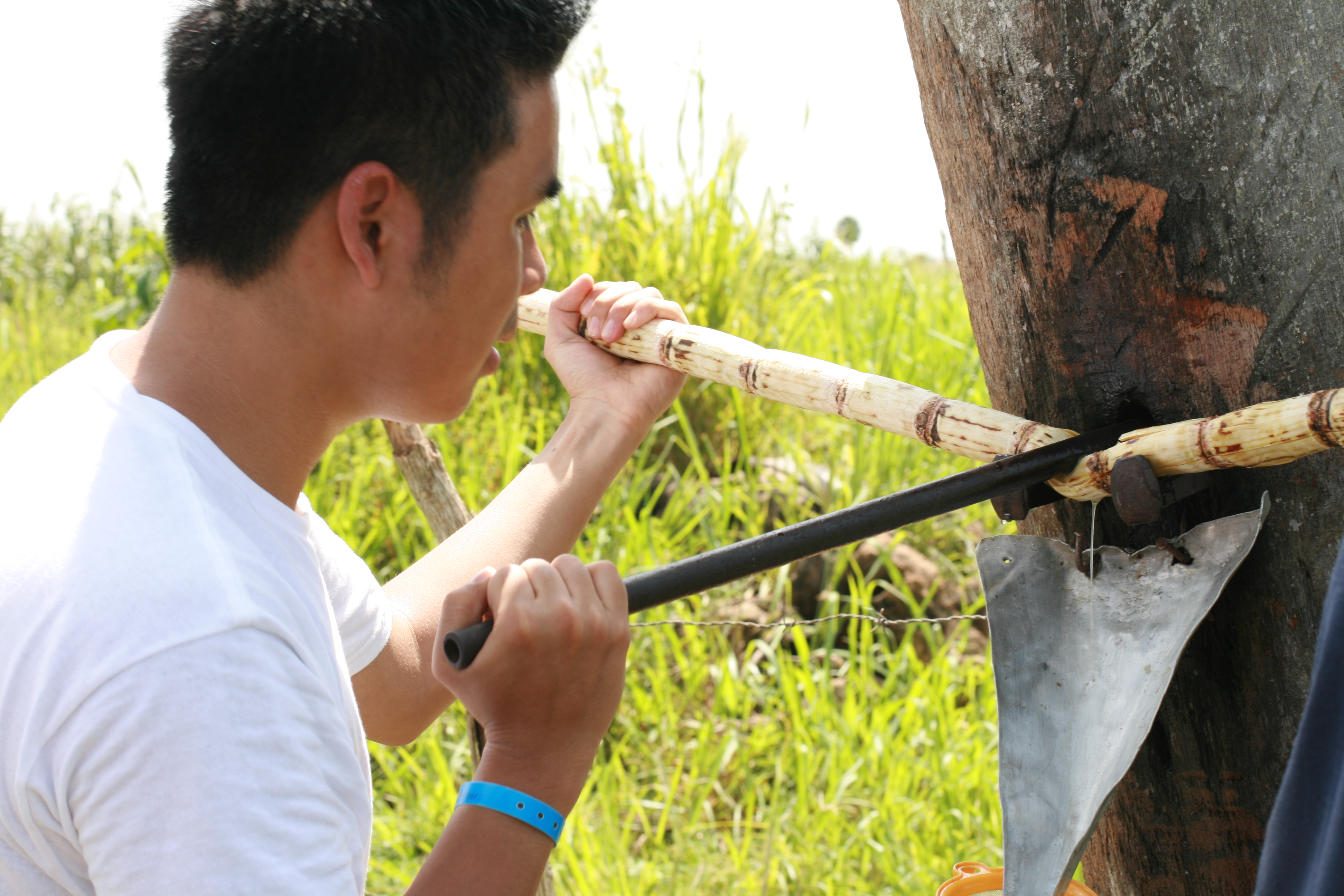
Extracción manual del jugo de la caña de azúcar

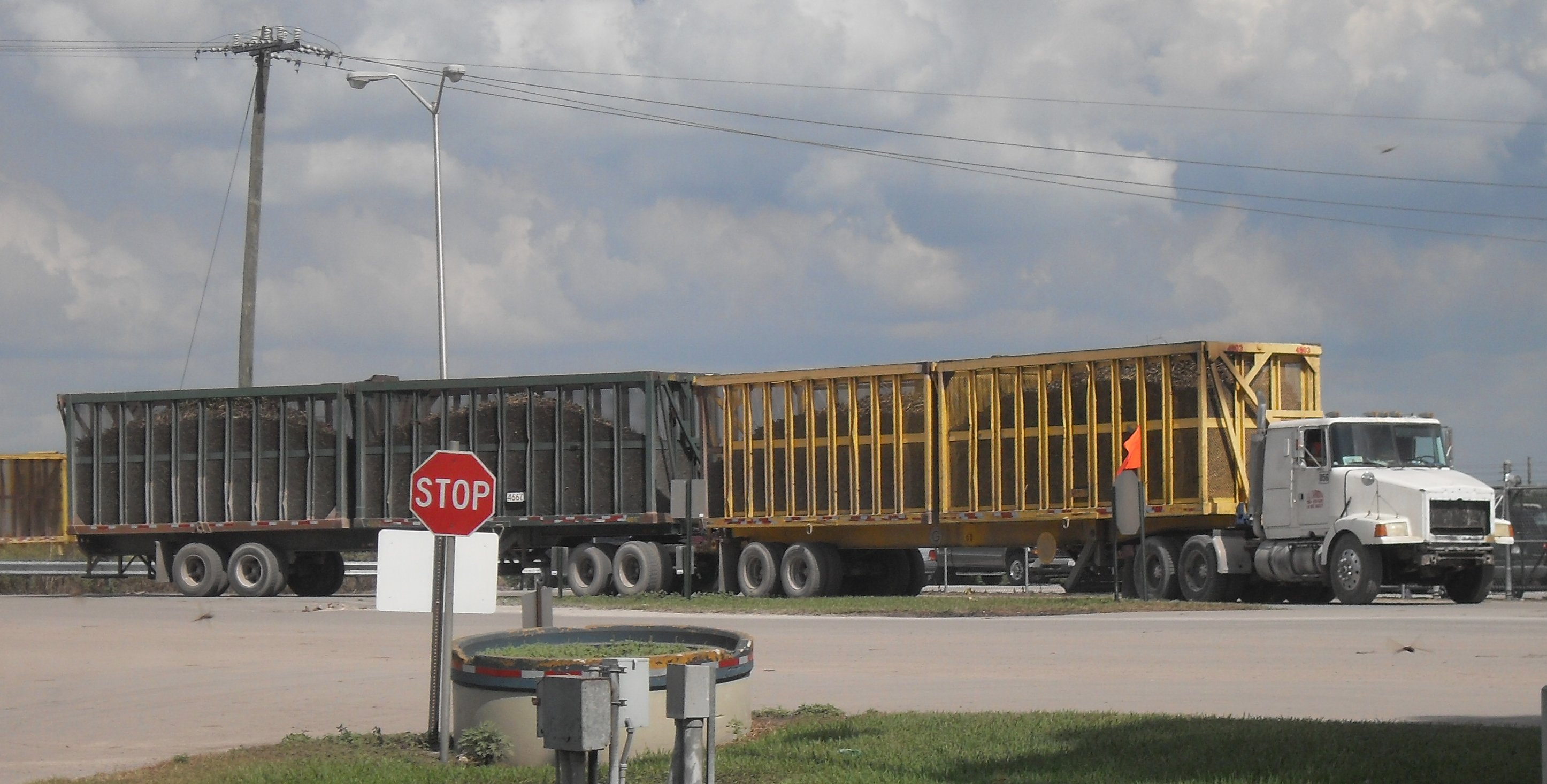
Un camión transporta caña a un ingenio azucarero en Florida.

El procesamiento de la caña de azúcar produce azúcar de caña (sacarosa) a partir de la caña de azúcar. Otros productos del procesamiento incluyen bagazo, melaza y torta de filtración.
El bagazo, la fibra seca residual de la caña después de extraer el jugo de caña, se utiliza para varios propósitos:
- combustible para las calderas y hornos
- producción de papel, productos de cartón y paneles reconstituidos
- mantillo agrícola
- como materia prima para la producción de productos químicos

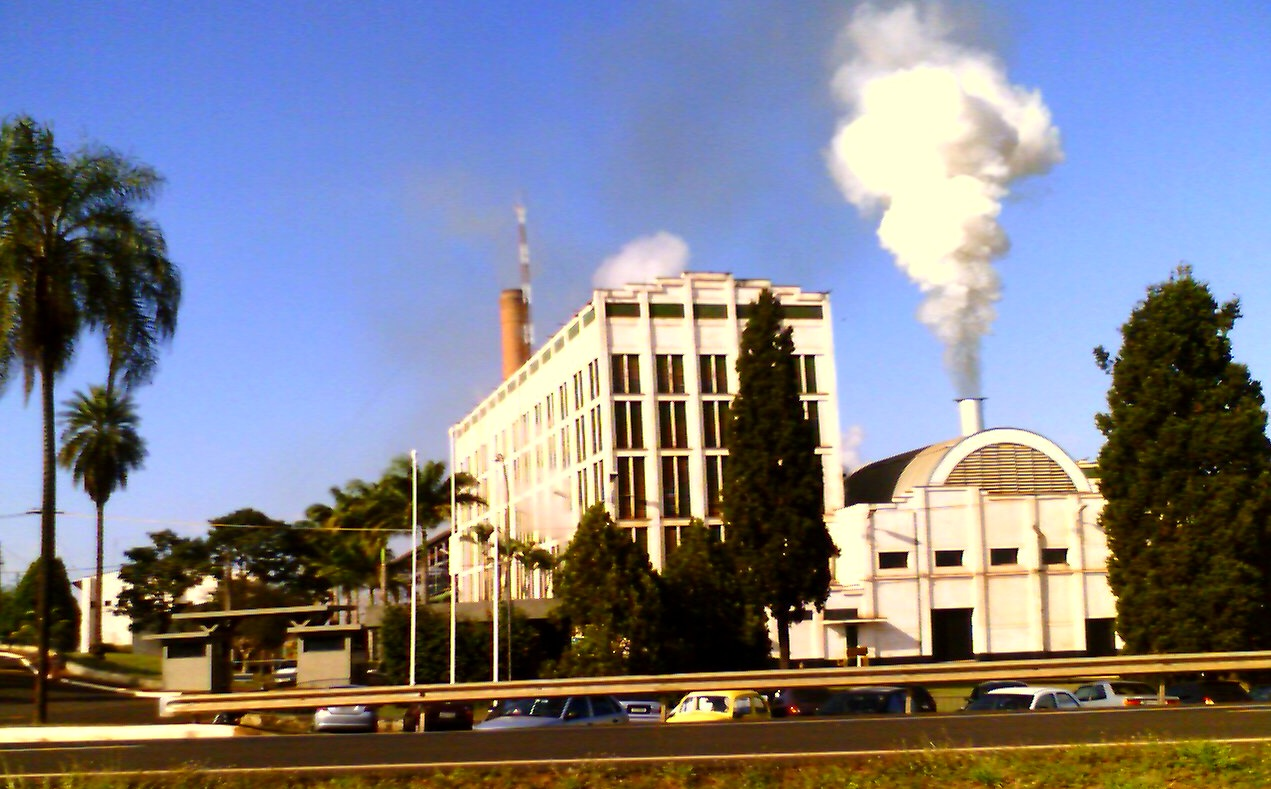
Planta procesadora de caña de azúcar Santa Elisa en Sertãozinho, una de las más grandes y antiguas de Brasil

El uso principal del bagazo y los residuos del bagazo es como fuente de combustible para las calderas en la generación de vapor de proceso en las plantas azucareras. La torta de filtración seca se utiliza como suplemento alimenticio para animales, fertilizante y fuente de cera de caña de azúcar.
La melaza se produce en dos formas: blackstrap, que tiene un sabor fuerte característico, y un jarabe de melaza más puro. La melaza de Blackstrap se vende como alimento y suplemento dietético. También es un ingrediente común en la alimentación animal y se utiliza para producir etanol, ron y ácido cítrico. Los jarabes de melaza más puros se venden como melaza y también se pueden mezclar con jarabe de arce, azúcares invertidos o jarabe de maíz. Ambas formas de melaza se utilizan para hornear.

### Refinación
El refinado de azúcar purifica aún más el azúcar en bruto. Primero se mezcla con jarabe pesado y luego se centrifuga en un proceso llamado "afinación". Su propósito es eliminar la capa exterior de los cristales de azúcar, que es menos pura que el interior del cristal. Luego, el azúcar restante se disuelve para hacer un jarabe, con aproximadamente un 60 % de sólidos en peso.
La solución de azúcar se aclara mediante la adición de ácido fosfórico e hidróxido de calcio, que se combinan para precipitar el fosfato de calcio. Las partículas de fosfato de calcio atrapan algunas impurezas y absorben otras, y luego flotan hasta la parte superior del tanque, donde pueden eliminarse. Una alternativa a esta técnica de "fosfatación" es la "carbonatación", que es similar, pero utiliza dióxido de carbono e hidróxido de calcio para producir un precipitado de carbonato de calcio.
Después de filtrar los sólidos restantes, el jarabe clarificado se decolora por filtración a través de carbón activado. En esta función se utiliza tradicionalmente carbonilla ósea o carbón activado a base de carbón. Algunas impurezas que forman color restantes son adsorbidas por el carbón. Luego, el jarabe purificado se concentra hasta la sobresaturación y se cristaliza repetidamente al vacío para producir azúcar blanca refinada. Como en un ingenio azucarero, los cristales de azúcar se separan de la melaza mediante centrifugación. El azúcar adicional se recupera mezclando el jarabe restante con los lavados de la afinación y cristalizando nuevamente para producir azúcar moreno. Cuando ya no se puede recuperar económicamente más azúcar, la melaza final aún contiene entre un 20 y un 30 % de sacarosa y entre un 15 y un 25 % de glucosa y fructosa.
Para producir azúcar granulada, en la que los granos individuales no se aglomeran, el azúcar debe secarse, primero calentándola en un secador rotatorio y luego soplando aire frío durante varios días.

### Jarabe de caña de cinta (Ribbon cane)
La caña de cinta es un tipo subtropical que alguna vez se cultivó ampliamente en el sur de los Estados Unidos, tan al norte como en la costa de Carolina del Norte. El jugo se extraía con trituradoras tiradas por caballos o mulas; el jugo se hervía en una sartén plana y luego se usaba en forma de jarabe como edulcorante.

## Producción
En 2020, la producción mundial de caña de azúcar fue de 1,87 mil millones de toneladas, con Brasil produciendo el 40 % del total mundial, India con el 20 % y China el 6 %.
A nivel mundial, 26 millones de hectáreas se dedicaron al cultivo de caña de azúcar en 2020. El rendimiento promedio mundial de los cultivos de caña de azúcar en 2020 fue de 71 toneladas por hectárea, liderado por Perú con 123 toneladas por hectárea. El rendimiento teórico posible de la caña de azúcar es de unas 280 toneladas por hectárea al año.
De 2008 a 2016, la producción de caña de azúcar que cumple con los estándares experimentó una tasa de crecimiento anual compuesto de alrededor del 52 %, mientras que la caña de azúcar convencional aumentó menos del 1 %.

Producción de caña de azúcar (2019)

## Impactos ambientales

### Degradación y erosión del suelo
El cultivo de caña de azúcar puede conducir a una mayor pérdida de suelo debido a la remoción del suelo en la cosecha, así como a prácticas de riego inadecuadas, que pueden provocar erosión. La erosión es especialmente significativa cuando la caña de azúcar se cultiva en laderas, lo que aumenta la tasa de escorrentía del agua. Generalmente, se recomienda no sembrar caña de azúcar en áreas con una pendiente mayor al 8 %. Sin embargo, en partes del Caribe y Sudáfrica, se han plantado pendientes superiores al 20 %. El aumento de la erosión puede conducir a la eliminación de material orgánico y rico en nutrientes, lo que puede disminuir el rendimiento de los cultivos en el futuro. También puede provocar que los sedimentos y otros contaminantes se laven en los hábitats acuáticos, lo que puede dar lugar a una amplia gama de problemas ambientales, como la eutrofización y la acidificación.
El cultivo de caña de azúcar también puede resultar en la compactación del suelo, que es causada por el uso de maquinaria pesada en el campo. Además de impactar a los invertebrados y la fauna dentro de las capas superiores del suelo, la compactación también puede conducir a una disminución de la porosidad. Esto, a su vez, puede aumentar la escorrentía superficial, lo que resulta en una mayor lixiviación y erosión.

### Destrucción del hábitat

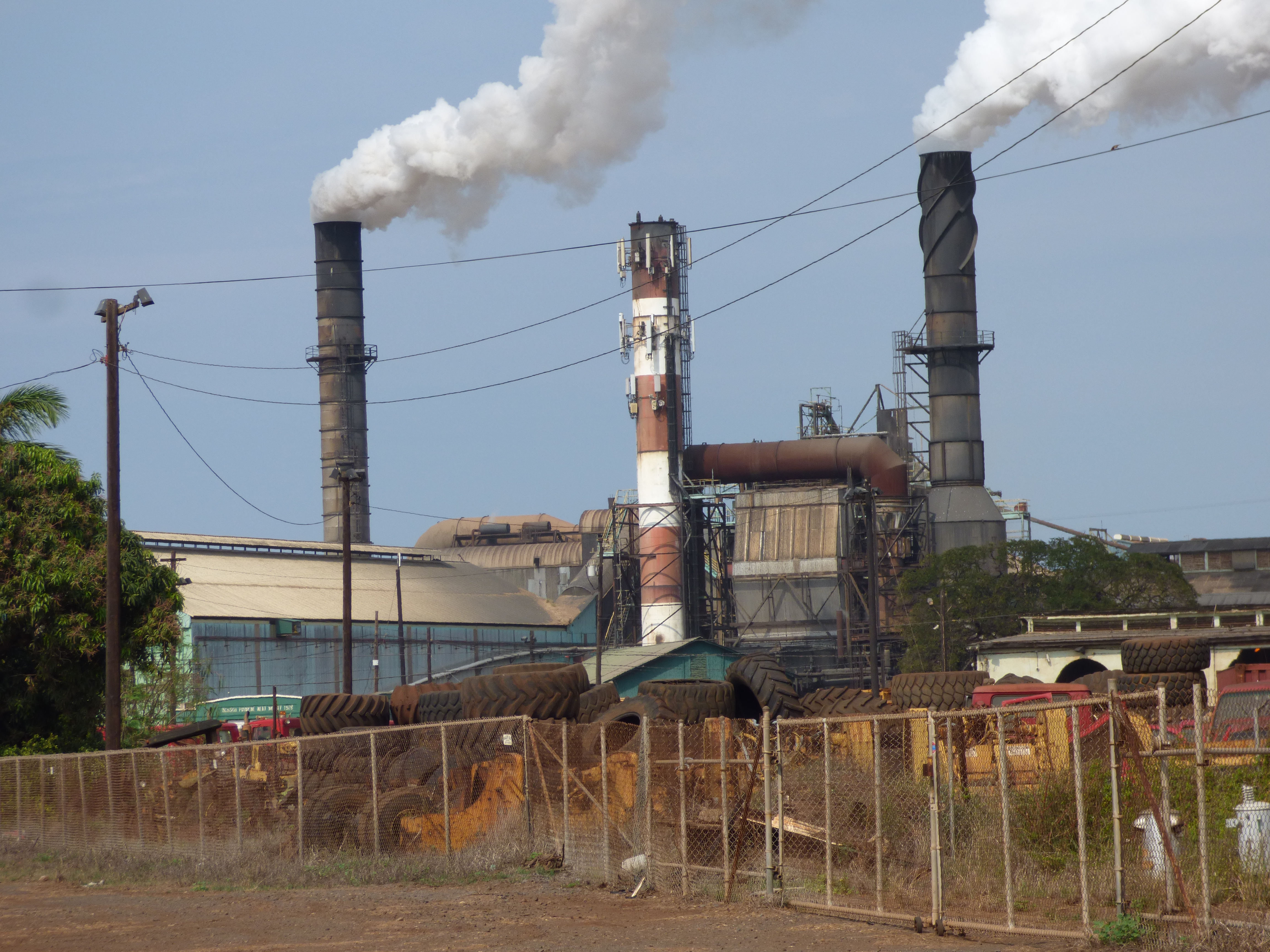
Gases producidos por el procesamiento de la caña de azúcar.

Debido a la gran cantidad de agua requerida, el cultivo de caña de azúcar depende en gran medida del riego. Además, dado que se eliminan grandes cantidades de tierra con el cultivo durante la cosecha, se produce un lavado significativo durante la fase de procesamiento. En muchos países, como India y Australia, este requisito ha ejercido presión sobre los recursos disponibles, requiriendo la construcción de diques y otras presas. Esto ha alterado la cantidad de agua que llega a los hábitats acuáticos y ha contribuido a la degradación de ecosistemas como la Gran Barrera de Coral y el Delta del Indo.

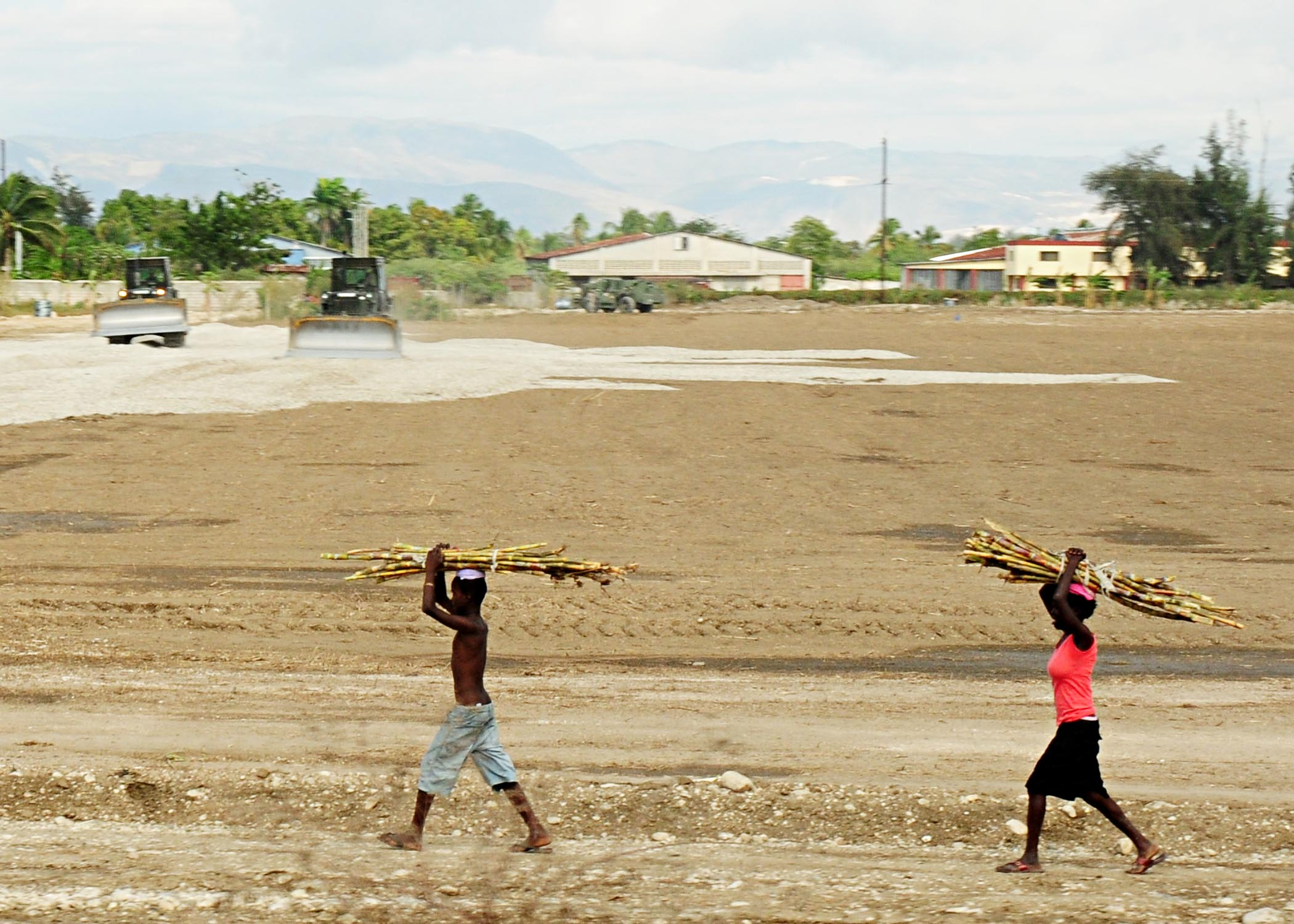
Terreno despejado para la producción de caña de azúcar.

La caña de azúcar también ha contribuido a la destrucción del hábitat a través de la limpieza de tierras. Siete países alrededor del mundo dedican más del 50 % de su tierra al cultivo de la caña de azúcar. Los campos de caña de azúcar han reemplazado a las selvas tropicales y los humedales.

### Esfuerzos de mitigación
Se puede implementar una amplia variedad de esfuerzos de mitigación para reducir los impactos del cultivo de caña de azúcar. Entre estos esfuerzos se encuentra el cambio a técnicas de riego alternativas, como el riego por goteo, que son más eficientes en el uso del agua. La eficiencia del agua también se puede mejorar mediante el empleo de métodos como el acolchado de basura, que se ha demostrado que aumenta la ingesta y el almacenamiento de agua. Además de reducir el uso general de agua, este método también puede disminuir la escorrentía del suelo y, por lo tanto, evitar que los contaminantes ingresen al medio ambiente. En áreas con una pendiente mayor al 11 %, también se recomienda implementar labranza cero o siembra en franjas de caña para ayudar a prevenir la pérdida de suelo.
El procesamiento de la caña de azúcar produce una amplia variedad de contaminantes, incluidos metales pesados y bagazo, que pueden liberarse al medio ambiente a través de la descarga de aguas residuales. Para evitar esto, se pueden implementar métodos de tratamiento alternativos, como digestiones anaerobias de alta velocidad, para tratar mejor estas aguas residuales. También se pueden instalar drenajes de aguas pluviales para evitar que la escorrentía incontrolada llegue a los ecosistemas acuáticos.

## Etanol

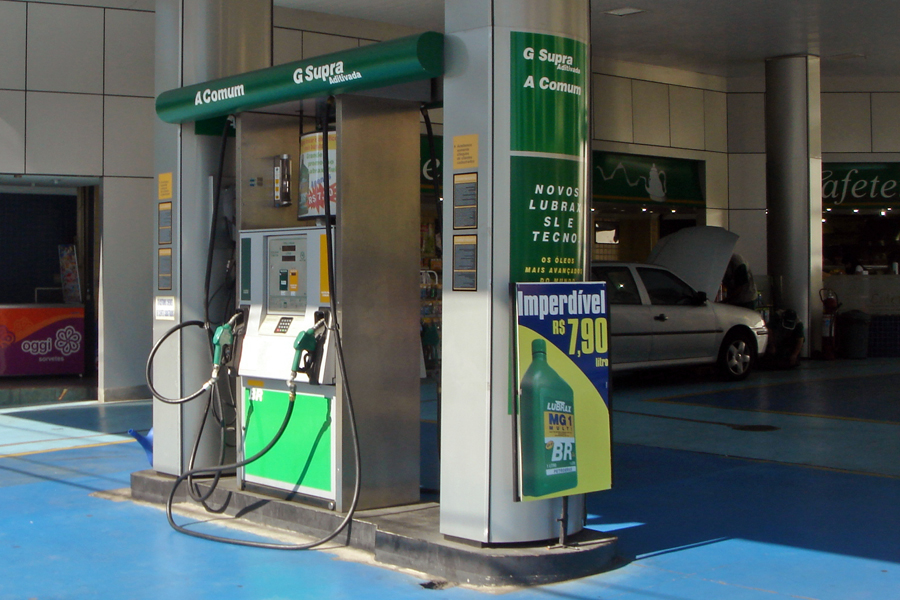
Una bomba de combustible en Brasil, que ofrece etanol de caña (A) y gasolina (G)

El etanol generalmente está disponible como subproducto de la producción de azúcar. Se puede utilizar como biocombustible alternativo a la gasolina y se utiliza ampliamente en automóviles en Brasil. En Brasil, se requiere que la gasolina contenga al menos un 22 % de bioetanol. Este bioetanol se obtiene de la gran cosecha de caña de azúcar de Brasil. La producción de etanol a partir de la caña de azúcar es más eficiente desde el punto de vista energético que la del maíz, la remolacha azucarera o los aceites de palma/vegetales, especialmente si se utiliza bagazo de caña para producir calor y energía para el proceso. Además, si los biocombustibles se utilizan para la producción y el transporte de cultivos, el aporte de energía fósil necesario para cada unidad de energía de etanol puede ser muy bajo. La EIA estima que con una tecnología integrada de caña de azúcar a etanol, las emisiones de CO2 del pozo a las ruedas pueden ser un 90 % más bajas que las de la gasolina convencional.
En Brasil se producen anualmente alrededor 75 toneladas de caña de azúcar por hectárea. La caña entregada a la planta procesadora se denomina quemada y cosechada (b&c), y representa el 77 % de la masa de la caña, ya que se separan los tallos de las hojas (que se queman y sus cenizas se dejan en el campo como abono), y de las raíces que quedan en el suelo para brotar en la siguiente cosecha. La producción promedio de caña es de 58 toneladas de b&c por hectárea por año. Cada tonelada rinde 740 kg de jugo (135 kg de sacarosa y 605 kg de agua) y 260 kg de bagazo húmedo (130 kg de bagazo seco). Dado que el poder calorífico de la sacarosa es de 16,5 MJ/kg, y el del bagazo es de 19,2 MJ/kg, el poder calorífico total de una tonelada de b&c es de 4,7 GJ (2,2 GJ de la sacarosa y 2,5 del bagazo). Por hectárea al año, la biomasa producida corresponde a 0,27 TJ, equivalente a 0,86 W por metro cuadrado. Asumiendo una insolación promedio de 225 W por metro cuadrado, la eficiencia fotosintética de la caña de azúcar es de 0,38 %. Los 135 kg de sacarosa que contiene 1 tonelada de b&c se transforman en 70 litros de etanol con una energía de combustión de 1,7 GJ. La eficiencia práctica de conversión de sacarosa-etanol es del 76 % (comparado con el 97 % teórico).Una hectárea de caña de azúcar rinde 4000 litros de etanol por año (sin aporte energético adicional, porque el bagazo producido excede la cantidad necesaria para destilar el producto final). Esto, sin embargo, no incluye la energía utilizada en labranza, transporte, etc. Por lo tanto, la eficiencia de conversión de energía solar en etanol es del 0,13 %.

## Aplicaciones de bagazo

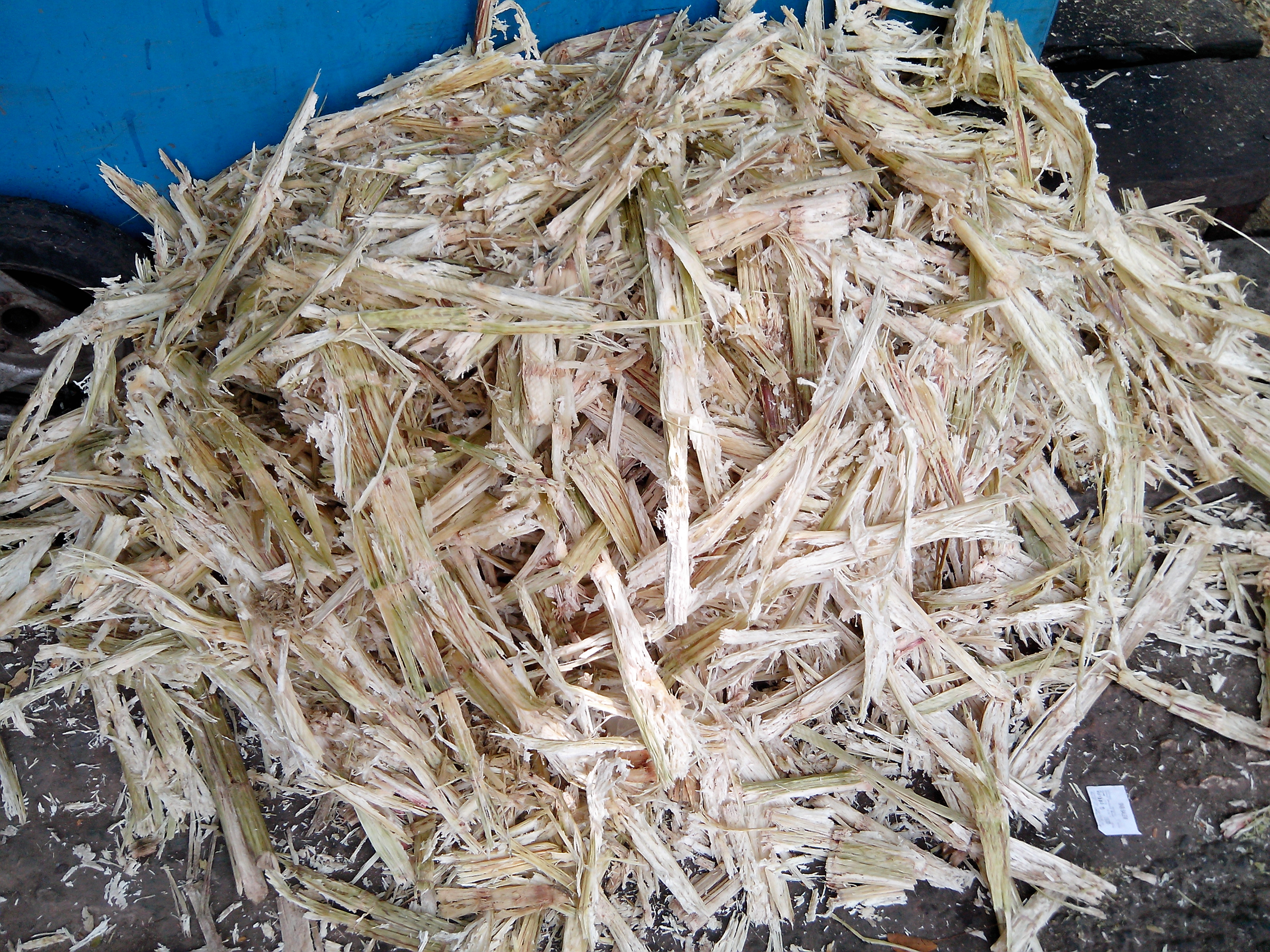
Bagazo de caña de azúcar

El cultivo de caña de azúcar es capaz de fijar de manera eficiente la energía solar, produciendo unas 55 toneladas de materia seca por hectárea de tierra al año. Después de la cosecha, el cultivo produce jugo y bagazo (la materia seca fibrosa). Esta materia seca es biomasa con potencial como combustible para la producción de energía. El bagazo también se puede utilizar como fuente alternativa de pulpa para la producción de papel.

### Producción de electricidad
El bagazo se quema para producir vapor, que a su vez genera electricidad, produciendo más de 100 kWh de electricidad por tonelada de bagazo. Con una cosecha mundial total de más de mil millones de toneladas de caña de azúcar al año, el potencial energético mundial del bagazo supera los 100 000 GWh.
Se están diseñando plantas recientes de tecnología de cogeneración para producir de 200 a más de 300 kWh de electricidad por tonelada de bagazo. Como la caña de azúcar es un cultivo estacional, requiere que las plantas generadoras de energía gestionen estratégicamente el almacenamiento del bagazo.

### Producción de biogás
Una alternativa más ecológica es convertir el bagazo en biogás. Se están desarrollando tecnologías para utilizar enzimas para transformar el bagazo en biocombustible avanzado y biogás.

### Fabricación de plásticos biodegradables
El bagazo puede usarse como material alternativo al plástico para producir una amplia gama de utensilios, tapas, recipientes o envases. El material resultante es parecido al papel y normalmente se presenta en color blanco. Frente al plástico tradicional de origen fósil, los materiales plásticos fabricados a partir del bagazo de la caña de azúcar son biodegradables y compostables, lo que reduce las emisiones de CO2, mejora la sostenibilidad de los procesos de fabricación y el reciclaje.
A pesar de estas ventajas, la OCU (Organización de Consumidores y Usuarios en España) ha detectado sustancias potencialmente tóxicas añadidas durante el proceso de fabricación en la composición de los utensilios fabricados a partir de bagazo.

## La caña de azúcar como alimento
En la mayoría de los países donde se cultiva caña de azúcar, varios alimentos y platos populares se derivan directamente de ella, tales como:
- Caña de azúcar cruda: masticada para extraer el jugo
- Sayur nganten: una sopa indonesia hecha con tallo de trubuk (Saccharum edule ), un tipo de caña de azúcar
- Jugo de caña de azúcar: una combinación de jugo fresco, extraído a mano o en pequeños molinos, con un toque de limón y hielo para hacer una bebida popular, conocida como air tebu, usacha rass, guarab, guarapa, guarapo, papelón, aseer asab, ganna sharbat, mosto, caldo de cana, o nước mía
- Jarabe: un edulcorante tradicional en los refrescos en todo el mundo, pero ahora reemplazado en gran medida en los EE. UU. por el jarabe de maíz con alto contenido de fructosa, que es menos costoso debido a los subsidios al maíz y las tarifas del azúcar[80]
- Melaza: se utiliza como edulcorante y almíbar acompañando a otros alimentos, como el queso o las galletas.
- Jaggery: una melaza solidificada, conocida como gur, gud o gul en el sur de Asia, se produce tradicionalmente evaporando el jugo para hacer un lodo espeso, y luego enfriándolo y moldeándolo en baldes. La producción moderna liofiliza parcialmente el jugo para reducir la caramelización y aclarar su color. Se utiliza como edulcorante en la cocina de platos principales, dulces y postres tradicionales.
- Falernum: bebida dulce y ligeramente alcohólica hecha de jugo de caña de azúcar
- Cachaça: bebida alcohólica destilada más popular de Brasil; es un licor hecho de la destilación del jugo de la caña de azúcar.
- Ron: licor elaborado a partir de productos de la caña de azúcar, generalmente melaza, pero a veces también jugo de caña. Se produce más comúnmente en el Caribe y sus alrededores.
- Basi: bebida alcohólica fermentada hecha de jugo de caña de azúcar producido en Filipinas y Guyana.
- Panela: piezas sólidas de sacarosa y fructosa obtenidas de la ebullición y evaporación del jugo de caña de azúcar, es un alimento básico en Colombia y otros países de América del Sur y Central.
- ''Rapadura': harina dulce que es uno de los refinados más simples del jugo de caña de azúcar, común en países de América Latina como Brasil, Argentina y Venezuela (donde se le conoce como papelón) y el Caribe.
- Caramelo de roca: jugo de caña cristalizado
- ''Pastel de Sirope''
- 'Viche', una bebida alcohólica colombiana casera

Muchas partes de la caña de azúcar se usan comúnmente como alimento para animales donde se cultivan las plantas. Las hojas son un buen forraje para los rumiantes.

## Galería

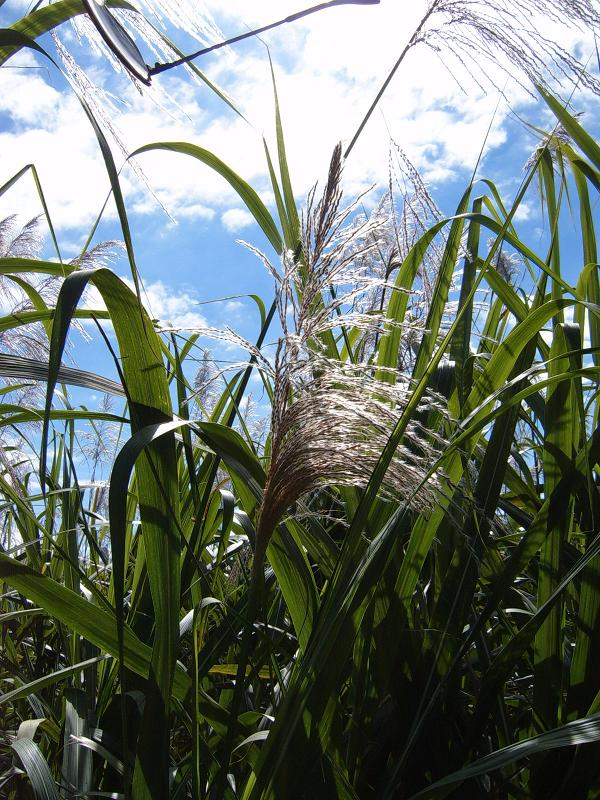
Floración de caña de azúcar
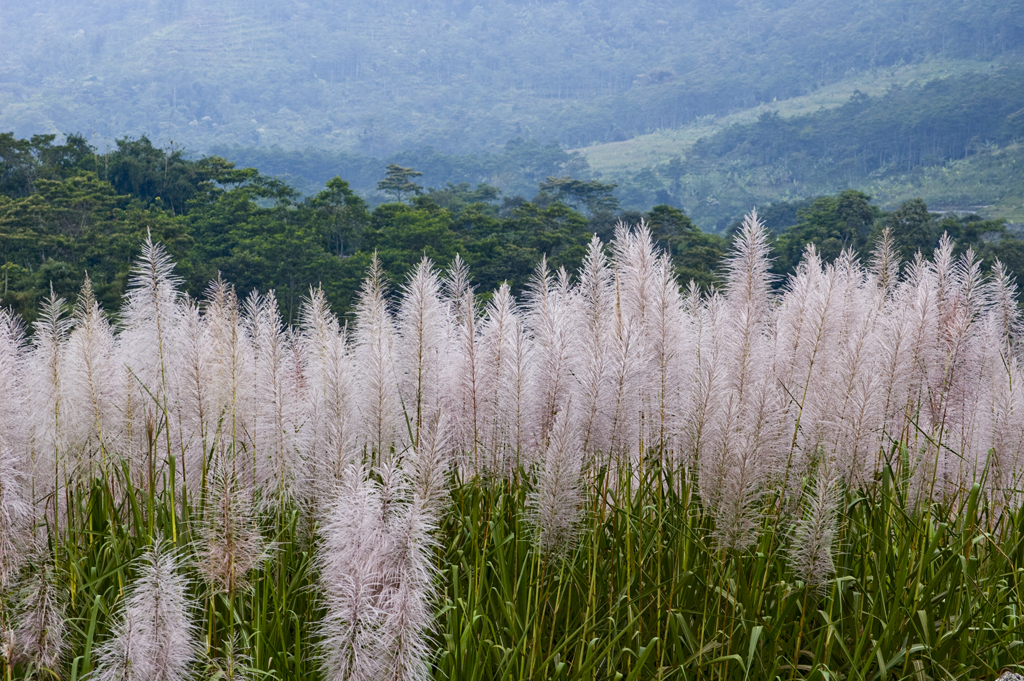
Flores de caña de azúcar
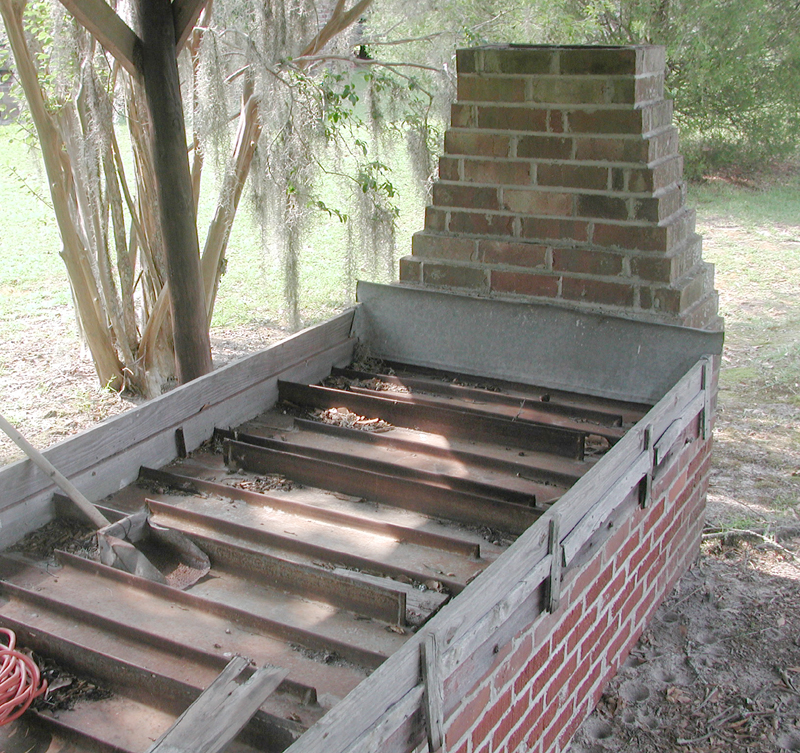
Evaporador con bandeja con deflectores y cucharón de espuma para hacer jarabe
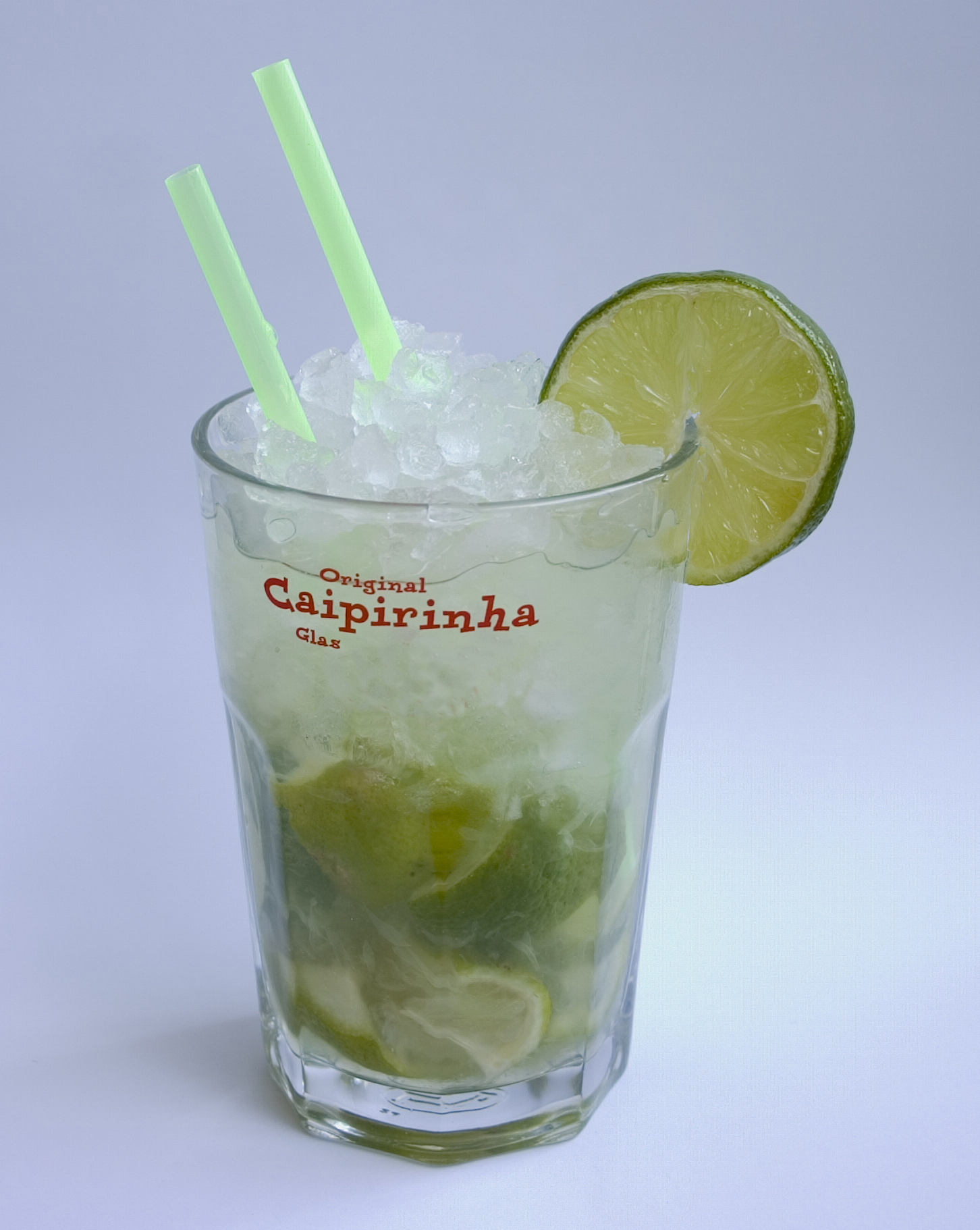
Un video de la extracción de jugo de caña de azúcar
- Caipirinha, un cóctel elaborado con derivados de la caña de azúcar cachaça